# Schloss Sanssouci

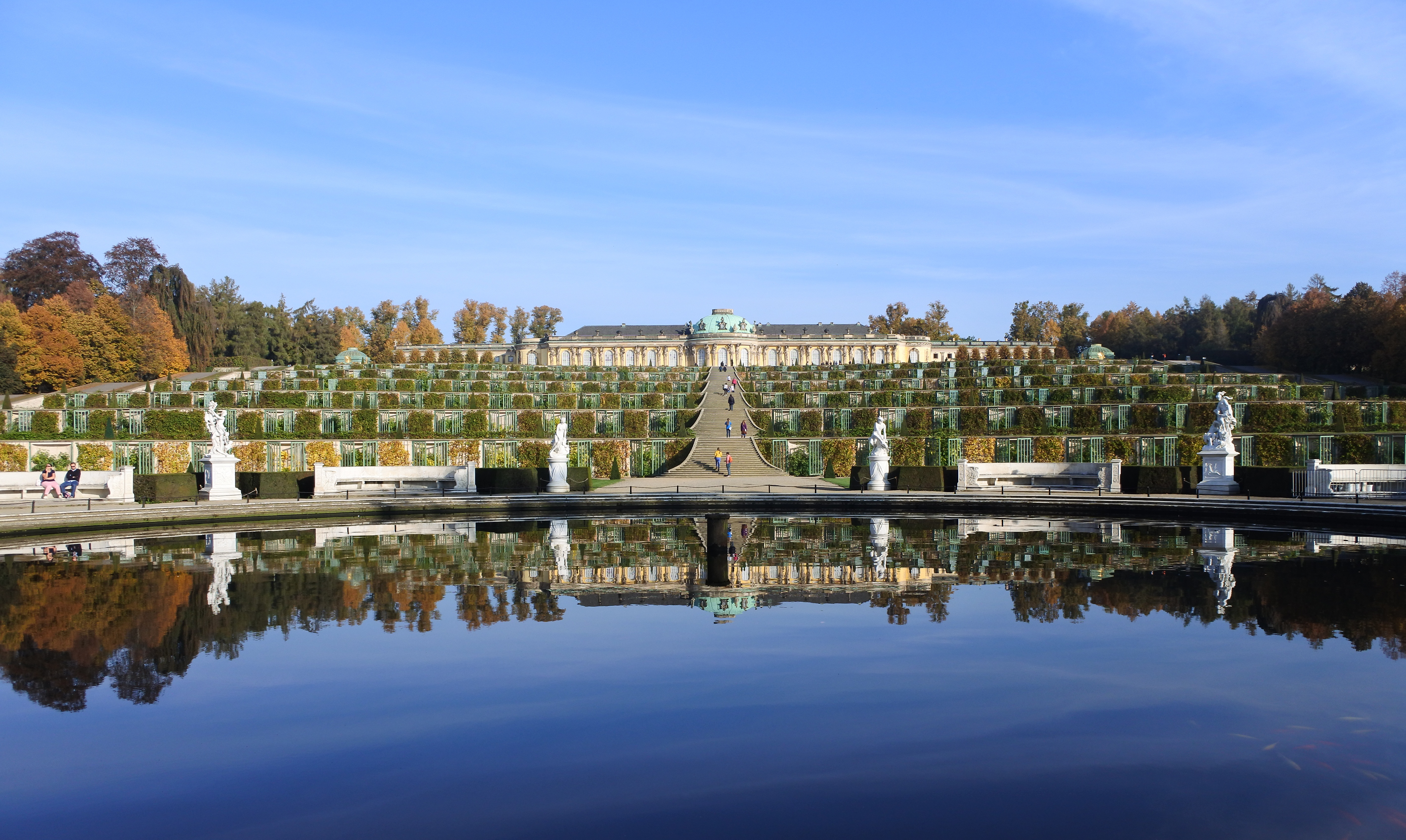
Schloss Sanssouci

Das Schloss Sanssouci (von französisch sans souci ‚ohne Sorge‘) ist eine ehemalige Sommerresidenz der Könige von Preußen im Park Sanssouci in Potsdam. Die Einflügelanlage wurde 1745 bis 1747 durch Friedrich den Großen von Georg Wenzeslaus von Knobelsdorff im Rokokostil erbaut. Hervorzuheben sind das Konzertzimmer, die Schlossbibliothek und der Marmorsaal. Als Teil der Schlösser und Parks von Potsdam und Berlin wurde das „preußische Versailles“ 1990 in die UNESCO-Welterbeliste eingeschrieben.

## Vorgeschichte

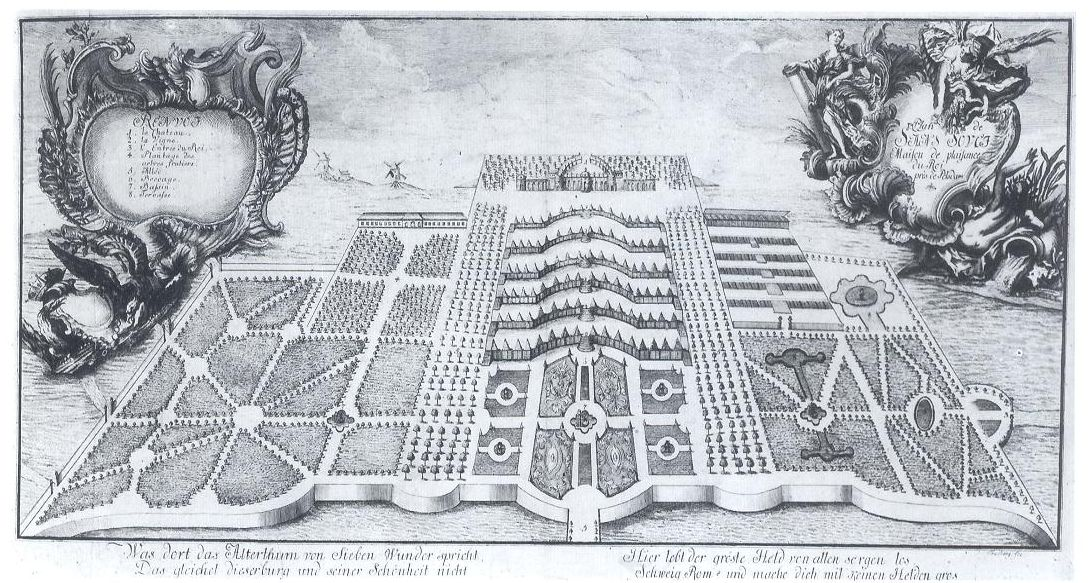
Plan de Sans Souci, um 1746. Vermutlich die früheste Ansicht von Sanssouci

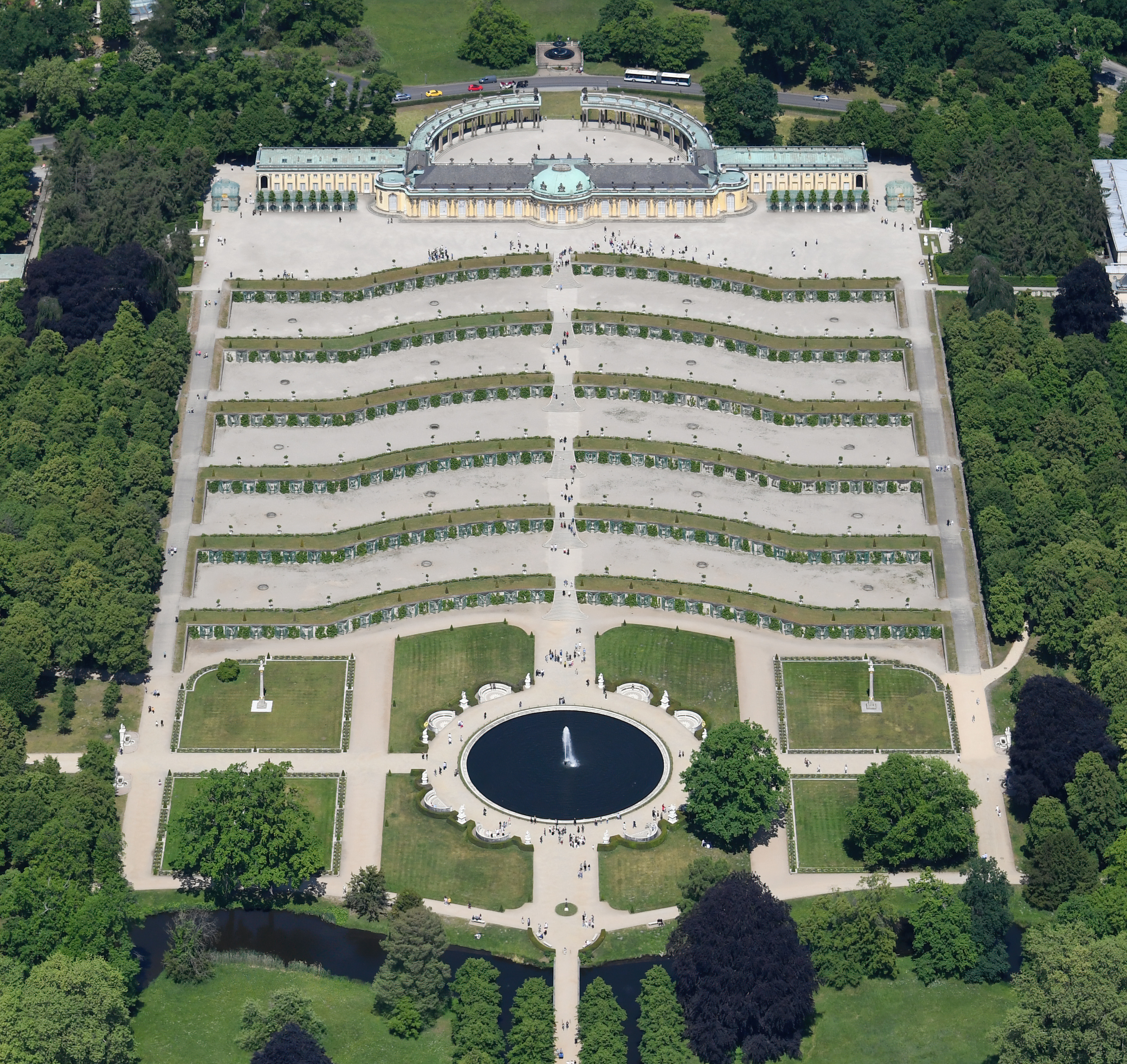
Luftbild des Schlosses Sanssouci, 2023

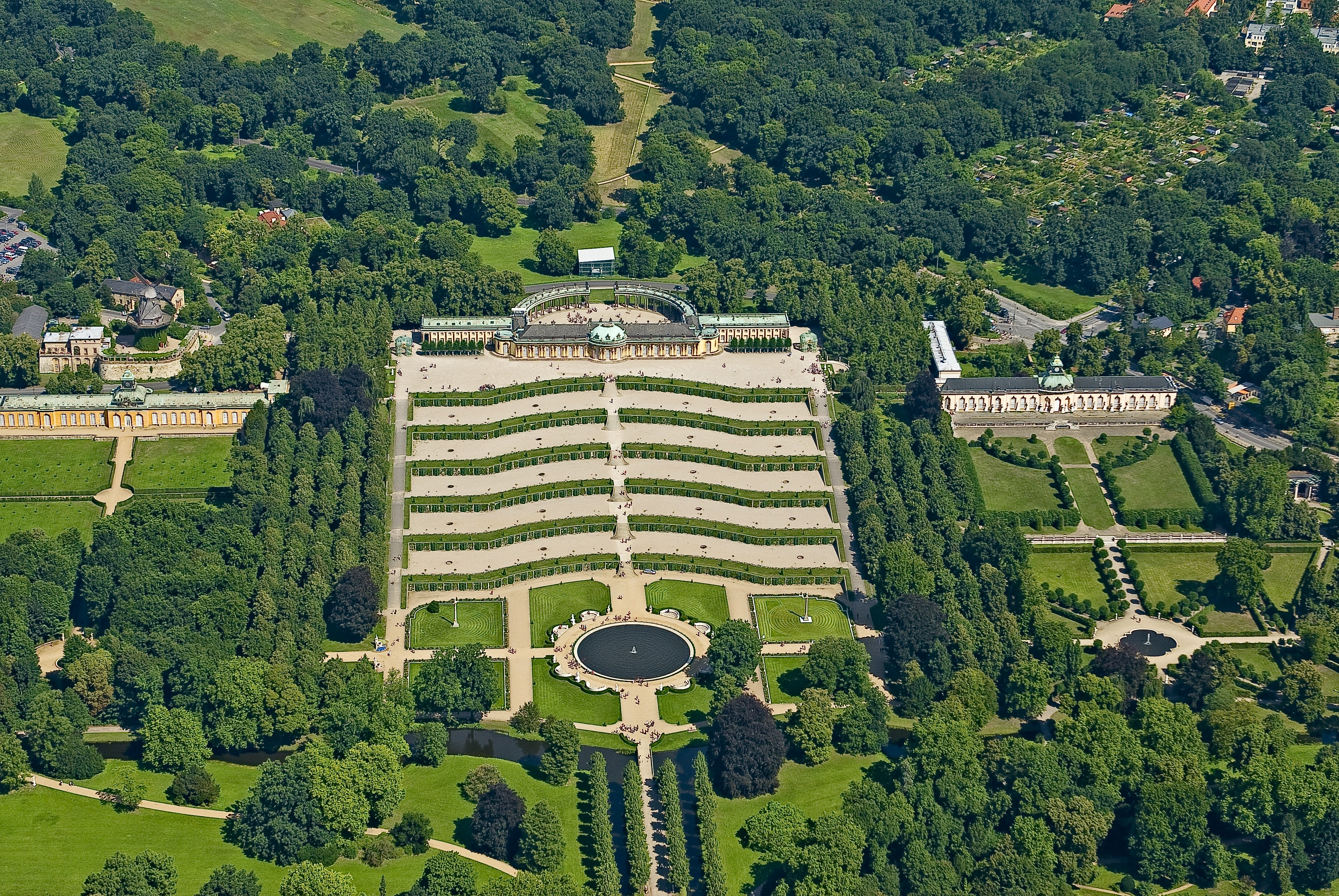
Luftbild vom Schloss Sanssouci, 2008: Links die Neuen Kammern und die historische Mühle, rechts die Bildergalerie, 2008

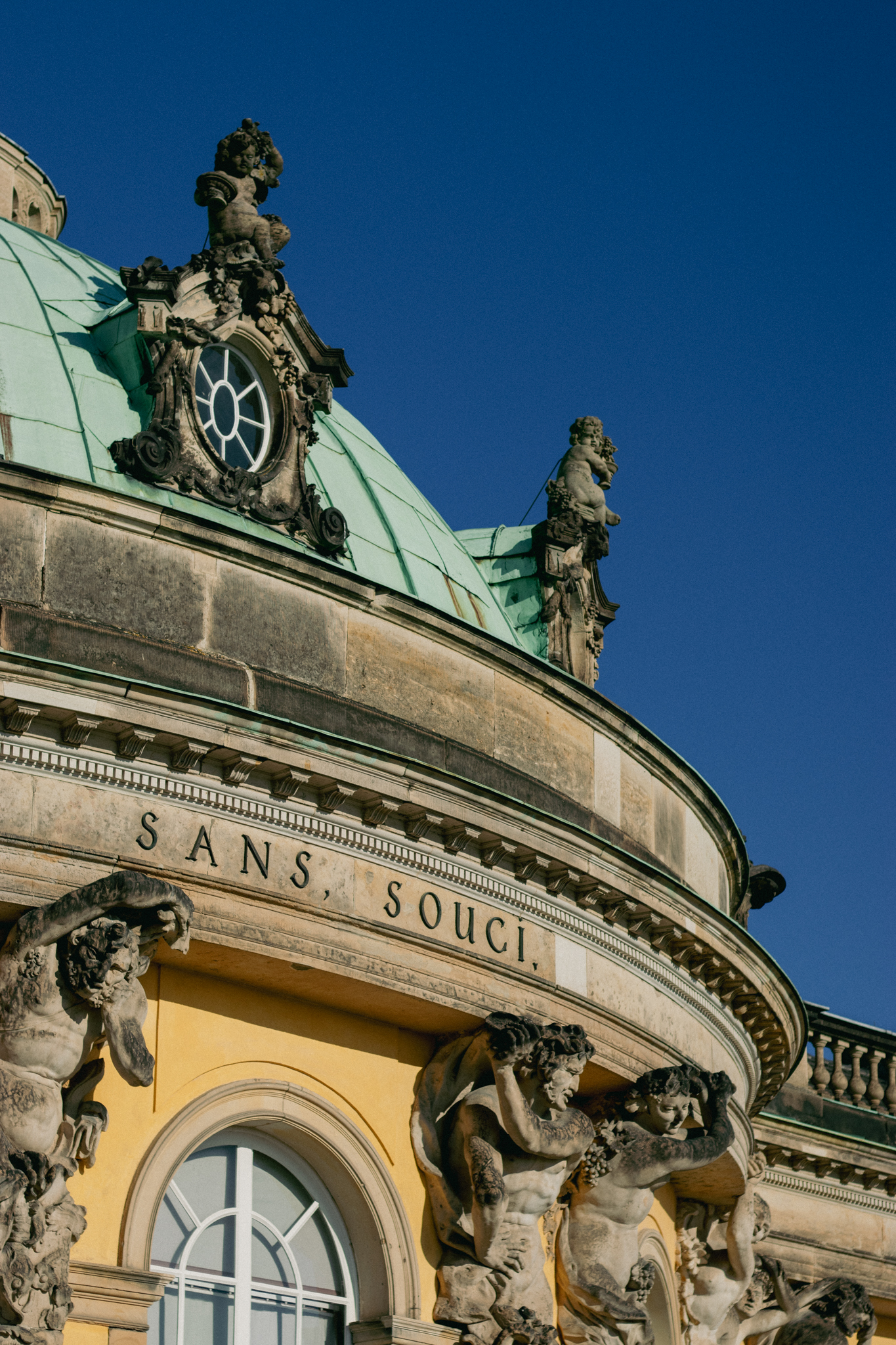
Schriftzug am Schloss

Die berühmte Gartenansicht von Sanssouci entstand nach der Entscheidung Friedrichs des Großen, am Südhang des Bornstedter Höhenzugs einen terrassierten Weinberg anzulegen. Vormals standen auf der Anhöhe Eichen. Zu Zeiten des „Soldatenkönigs“ Friedrich Wilhelm I. wurden die Bäume gefällt und beim Ausbau der Stadt Potsdam für die Befestigung des sumpfigen Bodens verwendet. Nachdem Friedrich Wilhelm I. 1714 den bisherigen Lustgarten am Potsdamer Stadtschloss zu einem Exerzierplatz hatte umbauen lassen, ließ er als Ersatz 1715 nordwestlich des Brandenburger Tors, auf einem Gelände, das bisher von Potsdamer Bürgern als Gartenfläche genutzt worden war, den Marlygarten als Lust- und Küchengarten anlegen und mit einem Lusthaus aus Fachwerk versehen. In diesem Zusammenhang wurden am Abhang des ansonsten kahlen Bornstedter Mühlenbergs bereits erste Weinpflanzungen gesetzt. In diesem Zustand kannte Friedrich II. aus seiner Kronprinzenzeit das Areal.
Am 10. August 1744 gab Friedrich II. Order, den „Wüsten Berg“ durch die Anlage von Weinterrassen zu kultivieren. Unter Leitung des Architekten Friedrich Wilhelm Diterichs wurde der Südhang in sechs breite Terrassen gegliedert mit zur Mitte hin bogenförmig nach innen schwingenden Mauern, um eine größtmögliche Ausnutzung der Sonnenstrahlung zu erreichen. An den Wänden der Stützmauern wechseln gerade Flächen, an denen Spaliere mit heimischen Obst- und Weinsorten empor rankten, mit 168 verglasten Nischen, in denen ausländische Sorten wuchsen. Die einzelnen Terrassenpartien waren oberhalb der Mauern durch Rasenstreifen begrenzt und mit Spalierobst bepflanzt. Zwischen 96 Taxuspyramiden standen im Sommerhalbjahr 84 Orangenbäume in Kübeln. Mit den gärtnerischen Arbeiten war Philipp Friedrich Krutisch betraut. In der Mittelachse führten 120 (heute 132) Stufen den Hang hinauf, entsprechend den Terrassen sechsmal unterteilt und zu beiden Seiten des Hanges je eine Auffahrtrampe. Die Arbeiten an den Weinbergterrassen waren 1746 weitgehend fertiggestellt.
Unterhalb der Terrassen, im Parterre, entstand ab 1745 ein Ziergarten im barocken Stil mit Rasenflächen, Blumenbroderien und flankierenden Bosketten. Die Mitte des Parterres zierte 1748 ein vierpassförmiges Brunnenbecken, die „Große Fontäne“. Friedrich der Große hatte Leonhard Euler mit den Berechnungen für die Fontäne beauftragt. Sie konnte jedoch aufgrund technischer Schwierigkeiten und der „Knauserigkeit Friedrichs des Großen“ nicht zum Laufen gebracht werden. Erst mittels des Dampfmaschinenhauses wurde sie hundert Jahre später fertiggestellt. Die Mitte des Vierpassbeckens schmückten vergoldete Bleiplastiken mit Darstellungen aus der griechischen Mythologie, die nicht erhalten sind. Seit 1750 umsäumen zwölf marmorne Statuen, acht Götterfiguren und allegorische Darstellungen der vier Elemente das Wasserbassin: Merkur, das Wasser La pêche dans la mer, Apollon mit dem getöteten Python, Diana beim Bade, das Feuer Venus betrachtet den von Vulkan für Aeneas geschmiedeten Schild, Juno mit dem Pfau, Jupiter mit Jo, die Erde Ceres lehrt Triptolemos das Pflügen, Mars, Minerva, die Luft Le retour de la chasse sowie Venus. Venus und Merkur, Arbeiten des Bildhauers Jean-Baptiste Pigalle, und zwei Jagdgruppen, Allegorien der Elemente Luft und Wasser von Lambert-Sigisbert Adam, waren Geschenke des französischen Königs Ludwig XV. Die übrigen Figuren stammen aus der Werkstatt von François Gaspard Adam, dem Leiter des von Friedrich II. in Berlin gegründeten französischen Bildhauerateliers. Die Vervollständigung des sogenannten Französischen Rondells dauerte bis 1764. Das Parterre begrenzte im Süden ein Wassergraben. Ein südöstlich liegender Nutzgarten, der Marlygarten, blieb bestehen. Den 1715 unter Friedrich Wilhelm I. angelegten Küchengarten nannte der Soldatenkönig spöttisch „mein Marly“, in Anlehnung an die aufwendige Gartenanlage Marly-le-Roi des französischen Königs Ludwig XIV. Auf die Verbindung von Zier- und Nutzgarten, Kunst und Natur, legte Friedrich II. auch bei der späteren Parkerweiterung großen Wert.

## Geschichte
Das Schloss Sanssouci liegt im östlichen Teil des Parks Sanssouci und ist eines der bekanntesten Hohenzollernschlösser der brandenburgischen Landeshauptstadt Potsdam. Nach eigenen Skizzen ließ der preußische König Friedrich II. in den Jahren 1745 bis 1747 ein kleines Sommerschloss errichten. Mit der Planung beauftragte er den Architekten Georg Wenzeslaus von Knobelsdorff. Die lokale Ausprägung des Rokokostils, in dem das Schloss errichtet wurde, erhielt später die Bezeichnung preußisches bzw. friderizianisches Rokoko. Unter Friedrich Wilhelm IV. wurde das Schloss 1841/42 durch Umbau und Verlängerung der zwei Seitenflügel erweitert. Nach Skizzen des Königs erstellte Ludwig Persius die Entwurfszeichnungen.
Die Harmonie zwischen Kunst und Natur spiegelt sich ebenfalls in der Lage und Gestaltung des Schlosses Sanssouci auf der Höhe des Weinbergs wider. Der seit dem 13. Jahrhundert in der Mark Brandenburg durchaus übliche Weinanbau nahm in dieser Gegend nie eine zentrale Stellung in der künstlerischen Gestaltung der fürstlichen Lustgärten ein. In Sanssouci sollte er durch die Anlage der Weinbergterrassen mit dem bekrönenden Schloss und dem Parterre zum Mittelpunkt des Parks werden. Mit einem weiten Blick in die Landschaft, inmitten der Natur, wollte der preußische König in den Sommermonaten leben und seinen persönlichen Neigungen und künstlerischen Interessen, aber auch den Staatsgeschäften nachgehen. Eine Bockwindmühle, die bereits seit 1739 auf der Anhöhe stand, unterstrich die ländliche Idylle des Ortes. Friedrich II. war der Meinung, dass „die Mühle dem Schloss eine Zierde sey“.

### Residenz FriedrichsII.

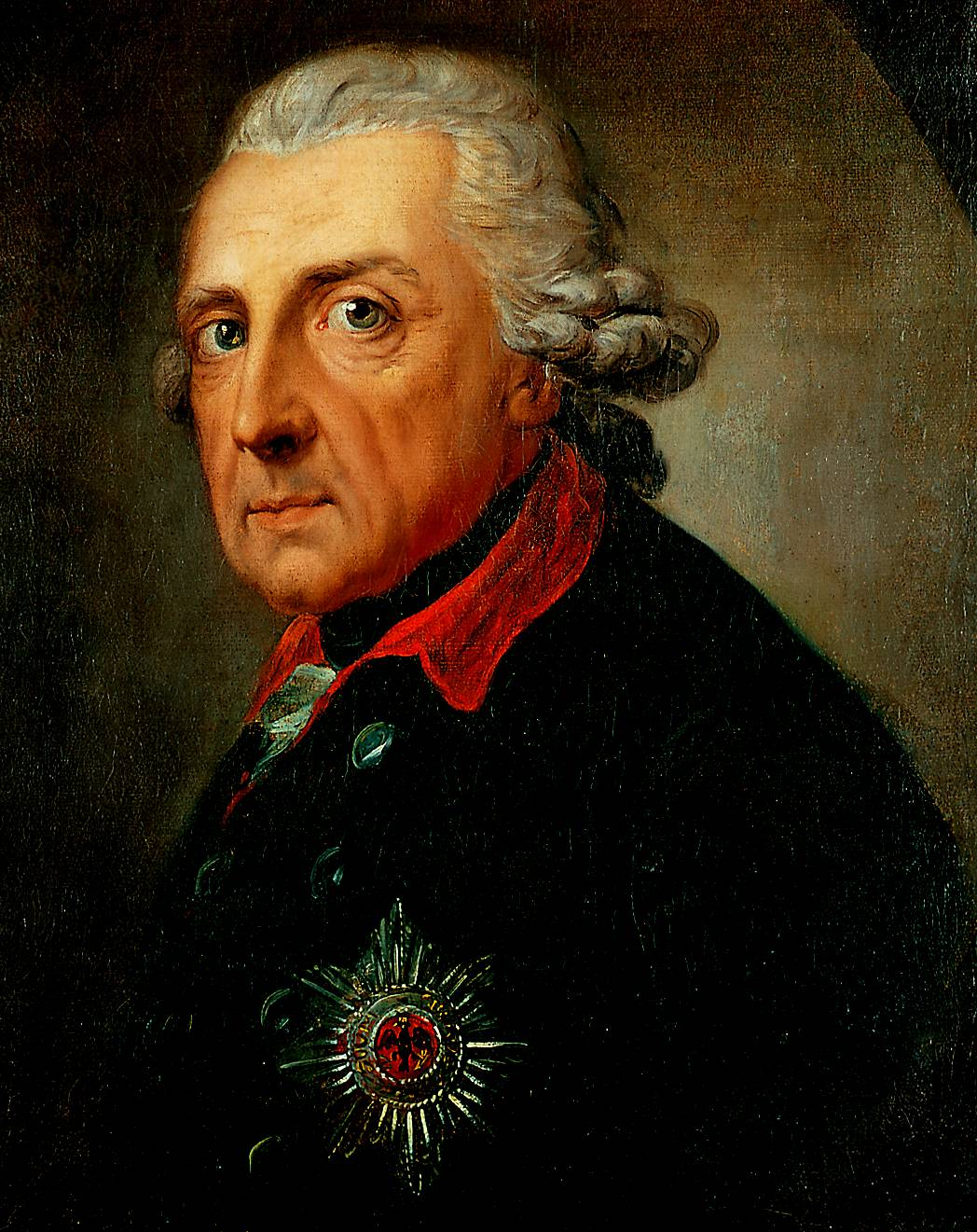
Friedrich II. im Jahr 1781
Gemälde von Anton Graff

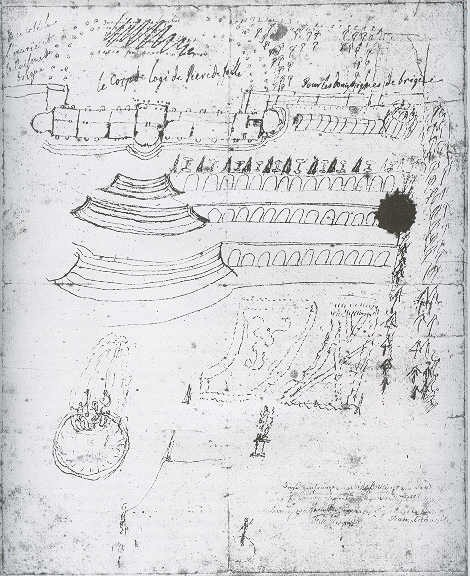
Eigenhändige Skizze Friedrichs II. für Schloss Sanssouci, 1744

In der Kabinettsorder vom 13. Januar 1745 verfügte Friedrich II. den Bau eines „Lust-Hauses zu Potsdam“. Nach Skizzen des Königs hatte Georg Wenzeslaus von Knobelsdorff Entwurfszeichnungen angefertigt. Den Vorschlägen Knobelsdorffs, das Gebäude durch ein Sockelgeschoss zu erhöhen, zu unterkellern und bis nahe an den Rand der obersten Terrasse zu stellen, um dem Gebäude vom Parterre aus gesehen eine bessere Wirkung zu verleihen, widersprach Friedrich. Er wünschte kein repräsentatives Gebäude, sondern ein intimes Wohnschloss im Stil des Rokoko, das nur seinen privaten Bedürfnissen entsprach. Einen ebenerdigen Bau, dessen Sockel der Berg war, ein „maison de plaisance“, ohne eine Vielzahl von Stufen, um vom Innenraum direkt auf eine breite Terrasse und von dort in den Garten zu gelangen. Eine enge Verbindung zwischen Wohnkultur und freier Natur.
Bei allen im Auftrag Friedrichs II. geschaffenen Bauwerken in Potsdam und Berlin griff dieser administrativ und künstlerisch in das Baugeschehen ein. Nach seinen Vorgaben wurden Entwürfe angefertigt und vor jedem Baubeginn Kostenvoranschläge gemacht. Erst nach der Genehmigung durch den König durften die Arbeiten beginnen. Er mischte sich in alles ein und wollte in allen Einzelheiten unterrichtet werden, was oft zu Missstimmigkeiten zwischen den Architekten und dem König führte und auch Rückbauten auslöste. Die autokratische Wesensart Friedrichs II. schränkte somit auch die baukünstlerischen Vorstellungen Knobelsdorffs ein, der die eigenwilligen Wünsche seines Auftraggebers architektonisch umzusetzen hatte. Diterichs übertrug die Risse Knobelsdorffs ins Detail, wählte die Materialien aus, schloss die Verträge mit Bildhauern und Steinmetzen und beauftragte Johann Gottfried Büring und Carl Ludwig Hildebrandt, mit denen er bereits den Weinberg terrassiert hatte, als „Conducteure“ mit der Ausführung. Am 14. April 1745 wurde der Grundstein gelegt. Am 2. Mai wurde Diterichs durch Kabinettsbefehl als Bauleiter durch Jan Bouman ersetzt und kehrte mit Büring nach Berlin zurück.
Nach nur zwei Jahren Bauzeit fand am 1. Mai 1747 die Einweihung des Weinbergschlosses statt, obwohl noch nicht alle Räume fertiggestellt waren. Außer in Kriegszeiten lebte Friedrich II. dort von Ende April bis Anfang Oktober. Das Gebäude war nur für den König und von ihm ausgewählte Gäste konzipiert. Von seiner Gemahlin Elisabeth Christine von Braunschweig-Bevern, mit der er seit 1733 verheiratet war, trennte er sich räumlich nach seiner Thronbesteigung 1740. Sie nahm im Berliner Schloss stellvertretend für ihn Repräsentationsaufgaben wahr; als Sommersitz wies er ihr das Schloss Schönhausen unweit nördlich von Berlin zu; in Sanssouci hatte sie keinen Zutritt, sie sah die Anlage nur ein einziges Mal, auf der Flucht von Berlin nach Magdeburg während des Siebenjährigen Krieges im Oktober 1757.
Im Rokoko kam es zu einer Trennung von privatem und öffentlichem Bereich. Für die repräsentativen Verpflichtungen war das Potsdamer Stadtschloss vorgesehen, dessen Umbau zur selben Zeit stattfand und das von Friedrich II. in den Wintermonaten bewohnt wurde. Potsdam entwickelte sich zur eigentlichen Residenz, während das Berliner Schloss, in dem die Königin Repräsentationsaufgaben wahrnahm und Schloss Charlottenburg, wo Friedrich II. zu Beginn seiner Regierungszeit den „Neuen Flügel“ an der östlichen Seite anbauen ließ, an die zweite Stelle traten und das Königsberger Schloss sowie das Breslauer Stadtschloss nur gelegentlich besucht wurden.
In Sanssouci komponierte, musizierte und philosophierte der preußische Monarch. Er regierte diszipliniert sein Land und lebte bescheiden ohne Prunk. Seine Bescheidenheit steigerte sich im Alter bis zum Geiz. Zu seinen Lebzeiten ließ Friedrich II. an der Außenfassade keine und in den Innenräumen nur mit Widerwillen Reparaturen vornehmen, da es, wie er bei anderer Gelegenheit sagte, „nur bey meinem Leben dauern“ soll. Die Gleichgültigkeit des an Rheuma und Gicht leidenden Königs gegenüber nötigen Renovierungen kritisierte Oberhofbaurat Heinrich Ludwig Manger später in seiner Baugeschichte von Potsdam: „Leider hat der große Mann an vielen seiner Baue Schadhaftigkeiten erlebt, deren Reparaturkosten ihm außerordentlich empfindlich waren.“ So stellte sich auch die fehlende Unterkellerung, auf die der König gegen Knobelsdorffs Rat bestanden hatte, als Baufehler heraus, da sie zur Beschädigung der Parketts durch aufsteigende Feuchtigkeit und zu ständiger Fußkälte führte.

### Zwischenzeit
Nach dem Tod Friedrichs II. begann in Preußen eine neue Epoche, die auch durch den Formenwandel in der Architektur sichtbar wurde. Mit dem Regierungsantritt des Nachfolgers Friedrich Wilhelm II. im August 1786 hielt der in Europa schon länger favorisierte klassizistische Baustil auch in Potsdam und Berlin Einzug. Der neue König ließ nach seinem Regierungsantritt den Neuen Garten und das Marmorpalais errichten. Noch im Todesjahr seines Vorgängers ließ er in Sanssouci Friedrichs Sterbezimmer, das verwohnte Arbeits- und Schlafzimmer, von dem Architekten Friedrich Wilhelm von Erdmannsdorff abgesehen vom Kamin verändern. Der Dessauer Architekt hatte, während Friedrich II. von 1763 bis 1769 das Neue Palais in den Formen des Barock errichten ließ, mit Schloss Wörlitz im Wörlitzer Park den frühesten klassizistischen Bau in Deutschland geschaffen. Nach seinen Plänen entstand nun in Sanssouci der erste konsequent im Stil des Klassizismus gestaltete Innenraum der Potsdamer und Berliner Schlösser. Friedrich Wilhelm bewohnte ihn in den Sommern der Jahre 1787–1790, als er das Marmorpalais bezog.
Der ab 1797 regierende Friedrich Wilhelm III. nutzte Sanssouci lediglich für gelegentliche Aufenthalte, ohne etwas am Inventar zu verändern. Nur seine Gemahlin Luise wohnte 1794 mit ihrer Schwester Friederike für einige Monate im Schloss, während Friedrich Wilhelm in Polen war. Die Familie verbrachte die Sommermonate vorzugsweise im Schloss Paretz oder auf der Pfaueninsel. Schloss und Inventar überstanden auch die französische Besetzung Potsdams 1806 unbeschadet, da es Napoléon unter seinen persönlichen Schutz stellte und so vor Plünderungen bewahrte.

### Residenz Friedrich WilhelmsIV.

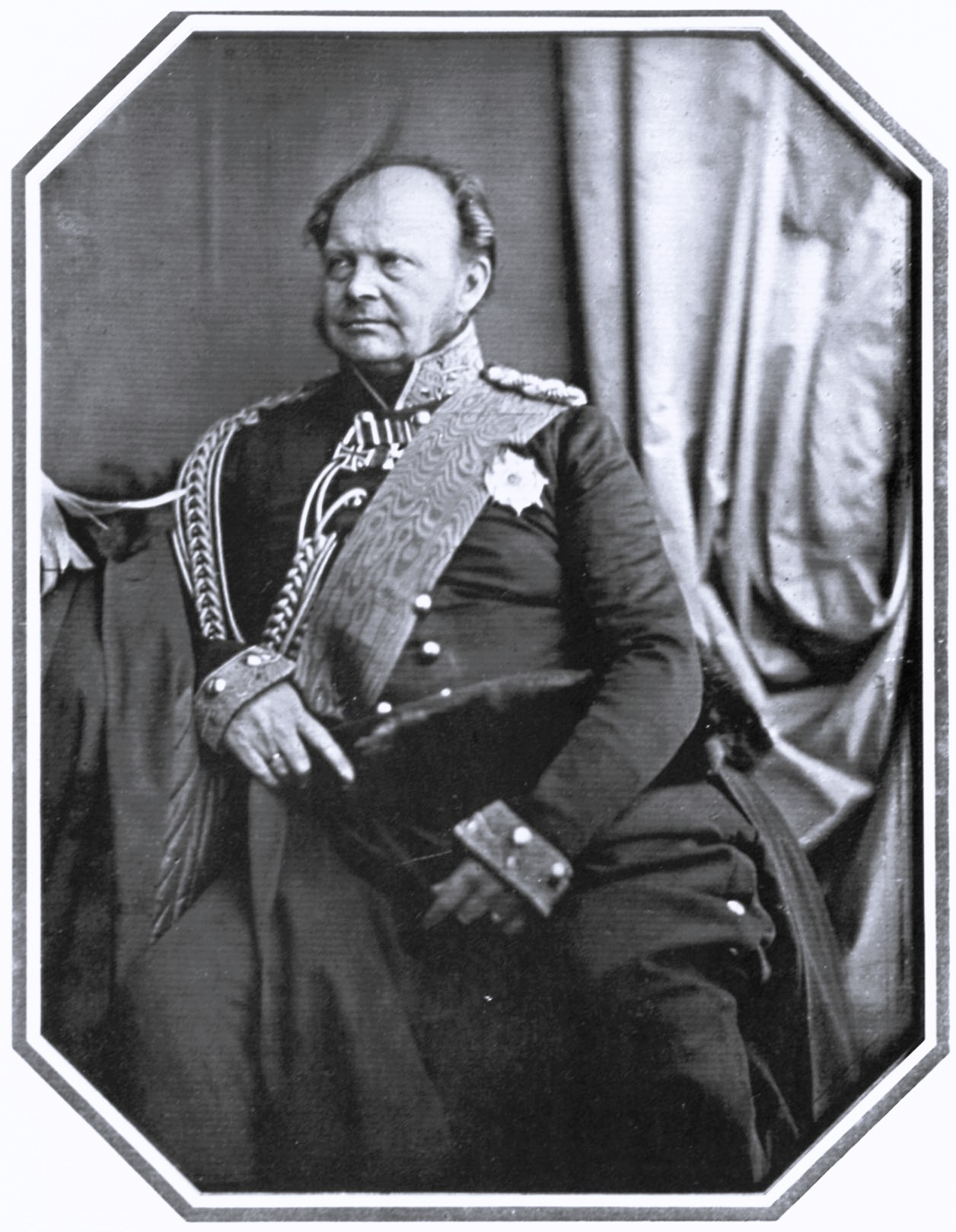
Friedrich Wilhelm IV.

Fast einhundert Jahre nach dem Bau des Schlosses Sanssouci kam ein König auf den preußischen Thron, der ein Bewunderer Friedrichs des Großen und seiner Welt war. Friedrich Wilhelm IV., der „Romantiker auf dem Thron“, empfand eine Gemeinsamkeit der vielschichtigen Interessen, besonders auf dem Gebiet der Architektur und der künstlerischen Mitgestaltung. Schon in der Kronprinzenzeit bezog er im Jahr 1815 die ehemaligen Räume Friedrichs II. im Berliner Stadtschloss. 1835 erhielt er die Erlaubnis, auch im Schloss Sanssouci wohnen zu dürfen, obwohl ihm und seiner Gemahlin Elisabeth Ludovika von Bayern das erst wenige Jahre zuvor erbaute, südwestlich gelegene Sommerschloss Charlottenhof zur Verfügung stand. Das Kronprinzenpaar bezog die ehemaligen Gästezimmer auf der Westseite. Die Räume Friedrichs II. auf der Ostseite dienten zunächst als Staats- und Gesellschaftsräume und wurden erst Jahre später in die private Nutzung einbezogen.
Nach der Thronbesteigung 1840 machte die größere Hofhaltung einen Um- und Ausbau der Seitenflügel nötig. Nach Skizzen Friedrich Wilhelms IV. fertigte Ludwig Persius die Entwürfe. Die alten Seitenflügel wurden abgerissen und 1841/42 unter Leitung des Architekten Ferdinand von Arnim verlängert und aufgestockt. Das vorhandene Mobiliar blieb erhalten, fehlende Stücke wurden nach Möglichkeit durch Möbel aus friderizianischer Zeit ersetzt. Das unter Friedrich Wilhelm II. umgestaltete Sterbezimmer Friedrichs II. sollte wieder in seinen ursprünglichen Zustand versetzt werden. Eine Realisierung dieses Plans erfolgte jedoch nicht, weil Friedrich Wilhelm IV. die Unterlagen und Entwürfe nicht authentisch genug erschienen.
Die in friderizianischer Zeit fast kahle, nur mit Laubengängen, Gitterpavillons und Bildwerken ausgestattete oberste Weinbergterrasse wurde 1845 mit Vasen und von Persius und Ludwig Ferdinand Hesse entworfenen Wasserspielen geschmückt, durch eine Marmorbalustrade begrenzt und es wurden auf den fünf unteren Ebenen Schöpfbrunnen angelegt. Hofgärtner Hermann Sello bepflanzte die Terrassen mit Gehölzen. Im Parterre erweiterte Persius 1840/1841 das Fontänenbecken zu einem Kreis, wodurch sich auch der Skulpturenkreis des „Französischen Rondells“ um rund drei Meter vergrößerte. 1848 kamen zehn (heute acht) halbrunde, von Hesse entworfene Marmorbänke zwischen die Figuren. Aus demselben Jahr stammen auch vier in den Außenkompartimenten westlich und östlich der „Großen Fontäne“ aufgestellte Marmorsäulen mit Figurenkopien nach antiken Vorbildern sowie je zwei marmorne Brunnenwände mit Bagnerolen (Marmorwannen) und Statuen der Musen Klio, Polyhymnia, Euterpe und Urania. Am südlichen Ende des Parterres, in der Mittelachse, wurde 1866 eine verkleinerte Nachbildung des Reiterstandbilds Friedrichs des Großen aufgestellt, das heute im „Neuen Stück“ unterhalb des Orangerieschlosses steht.
Friedrich Wilhelm IV. starb am 2. Januar 1861 im Schloss Sanssouci und wurde in der Gruft der naheliegenden Friedenskirche beigesetzt. Die letzte Bewohnerin des Schlosses war seine Witwe Elisabeth Ludovika. Sie lebte noch dreizehn Jahre in Sanssouci, bis sie am 14. Dezember 1873 starb und neben Friedrich Wilhelm IV. in einer Zeremonie bestattet wurde.

### Seit Ende des 19.Jahrhunderts

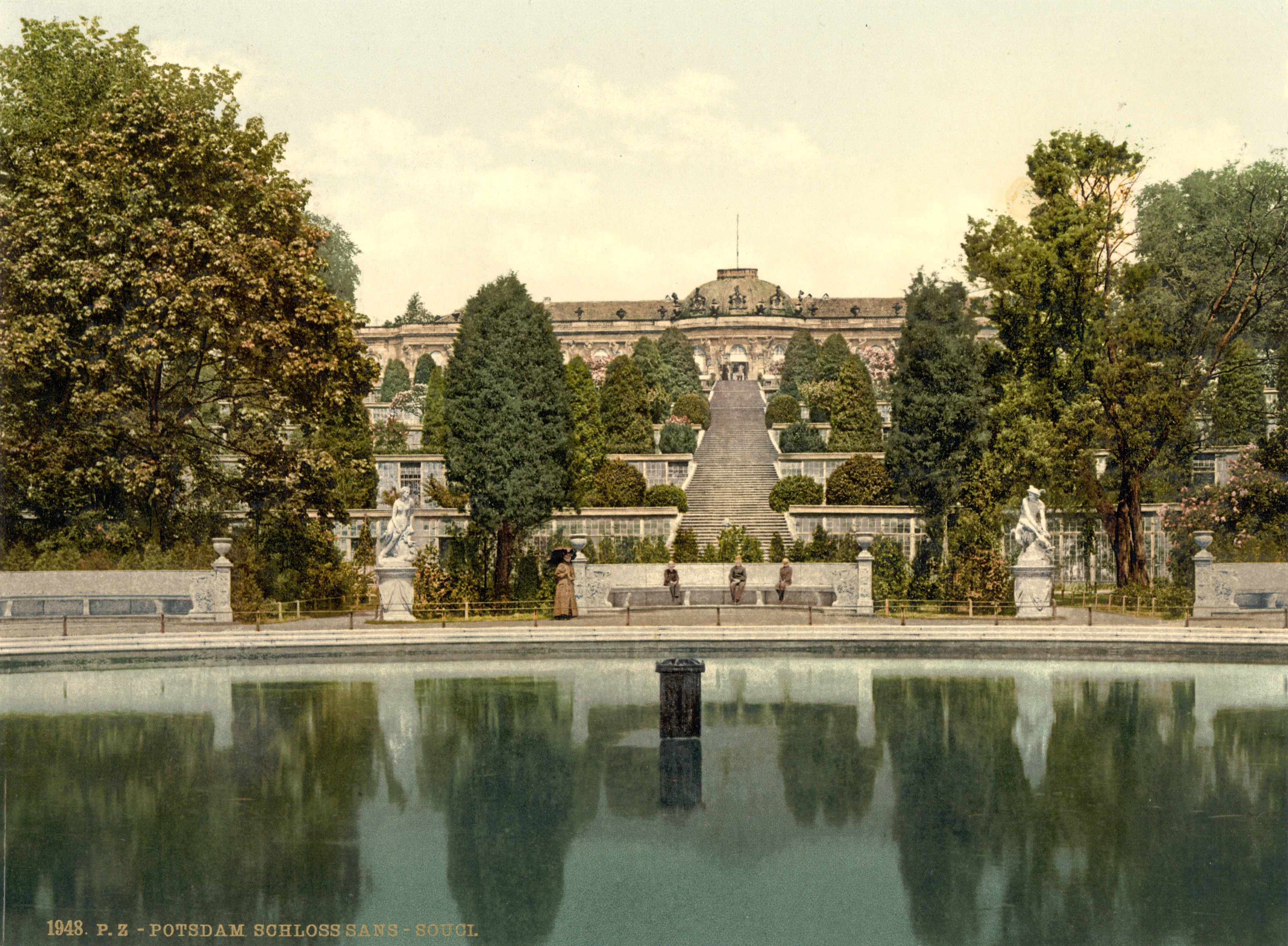
Schloss Sanssouci und die Weinbergterrassen um 1900

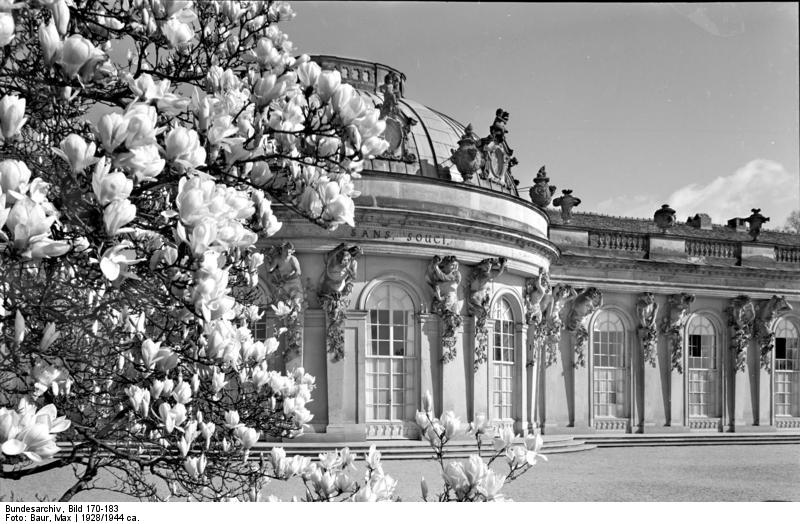
Schloss Sanssouci
Foto von Max Baur

Nach 1873 stellte Wilhelm I. das Schloss mit Inventar musealen Zwecken zur Verfügung, wodurch es mit zu den ältesten Schlossmuseen in Deutschland gehört. Nach dem Ersten Weltkrieg und dem Ende der Monarchie verblieb es zunächst im Besitz der Hohenzollern und kam 1927 in die Obhut der am 1. April desselben Jahres gegründeten preußischen „Verwaltung der Staatlichen Schlösser und Gärten“. Unter Leitung des Direktors Ernst Gall versuchte die Schlösserverwaltung mit Unterstützung der Staatlichen Museen zu Berlin die Innenraumgestaltung zur Zeit Friedrichs II. wiederherzustellen. Unter anderem kam der Schreibtisch Friedrichs des Großen in das Arbeits- und Schlafzimmer zurück. Das denkmalpflegerische Konzept betraf auch den gesamten friderizianischen Parkteil, mit dessen Rekonstruktion Gartenoberinspektor Georg Potente, seit Juni 1927 Gartendirektor des Parkreviers Sanssouci, betraut wurde. Im Zuge dieser Wiederherstellungsarbeiten ließ er ab 1927 die stark bewachsenen Weinbergterrassen freilegen und neu bepflanzen, zwei Halbrundbänke im „Französischen Rondell“ aus der Mittelachse nehmen sowie die Wasserspiele und Bildwerke aus der Zeit Friedrich Wilhelms IV. von der obersten Terrasse entfernen.
Als im Zweiten Weltkrieg die Luftangriffe der Alliierten auf Berlin begannen, wurden ab April 1941 die Fenster vermauert und zahlreiche Kunstgegenstände nach Rheinsberg und Bernterode ausgelagert. Aus Schloss Sanssouci kamen Gemälde französischer Maler des 18. Jahrhunderts, Konsolvasen aus Meißener Porzellan, fast alle Möbel aus der „Kleinen Galerie“ und die Bibliothek Friedrichs II. Die restlichen Möbel, fast alle Skulpturen und Bilderrahmen blieben im Schloss. Die Kämpfe um Potsdam im April 1945 überstand das Gebäude unbeschadet, obwohl auf der Nordseite, zwischen der Auffahrt zum Schloss und der Historischen Mühle, Kampfhandlungen stattfanden, in deren Verlauf die Galeriewindmühle abbrannte. Nach dem Einmarsch der Roten Armee in Potsdam am 27. April 1945 wurde der Park Sanssouci unter die Kontrolle des Oberstleutnants der Garde Jewgeni Fjodorowitsch Lutschuweit gestellt und bis zum 4. Juni 1946 für die Öffentlichkeit geschlossen.
Die meisten der nach Rheinsberg ausgelagerten und der in Sanssouci gebliebenen Kunstgegenstände gelangten als Beutegut in die damalige Sowjetunion und kamen 1958 nur zu einem geringen Teil zurück. Die von amerikanischen Soldaten gefundenen Kunstgegenstände aus Bernterode wurden zunächst zum Central Art Collecting Point im Museum Wiesbaden gebracht und 1957 in das Schloss Charlottenburg in West-Berlin. Nach der Wiedervereinigung Deutschlands kehrte die Büchersammlung Friedrichs II. 1992 von Charlottenburg nach Sanssouci zurück. Zwischen 1993 und 1995 folgten sechsunddreißig Ölgemälde und zwei Marmorbüsten der Amphitrite und des Neptun von Lambert-Sigisbert Adam. Mit Hilfe der Kulturstiftung der Länder und der Stiftung Deutsche Klassenlotterie konnten bereits 1990 die nach Rheinsberg ausgelagerten Gemälde „Sultan im Garten“ und „Wahrsagerin“ von Jean-Baptiste Pater aus dem Kunsthandel zurückerworben werden. 1966 begann eine umfassende Gebäuderestaurierung. Seit 1981 ist der westliche Seitenflügel, der sogenannte „Damenflügel“, und seit 1993 die Küche im östlichen Seitenflügel für die Öffentlichkeit zugänglich.
Mit etwa 330.000 Besuchern war Schloss Sanssouci im Jahr 2018 die beliebteste Sehenswürdigkeit Potsdams.

## Gruft FriedrichsII.

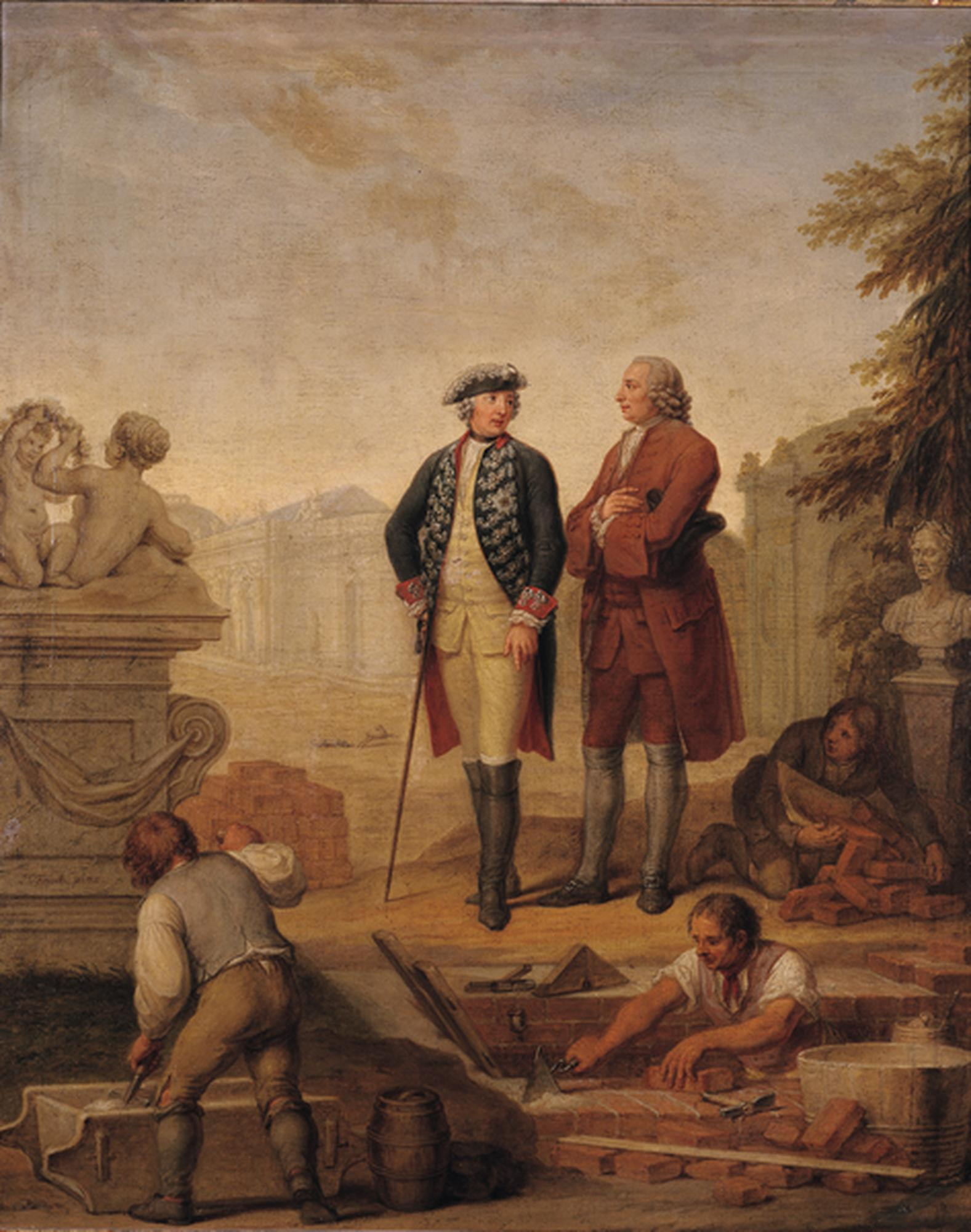
Friedrich II. und der Marquis d’Argens beim Bau der Gruft 1744
Gemälde von Johann Christoph Frisch, um 1802

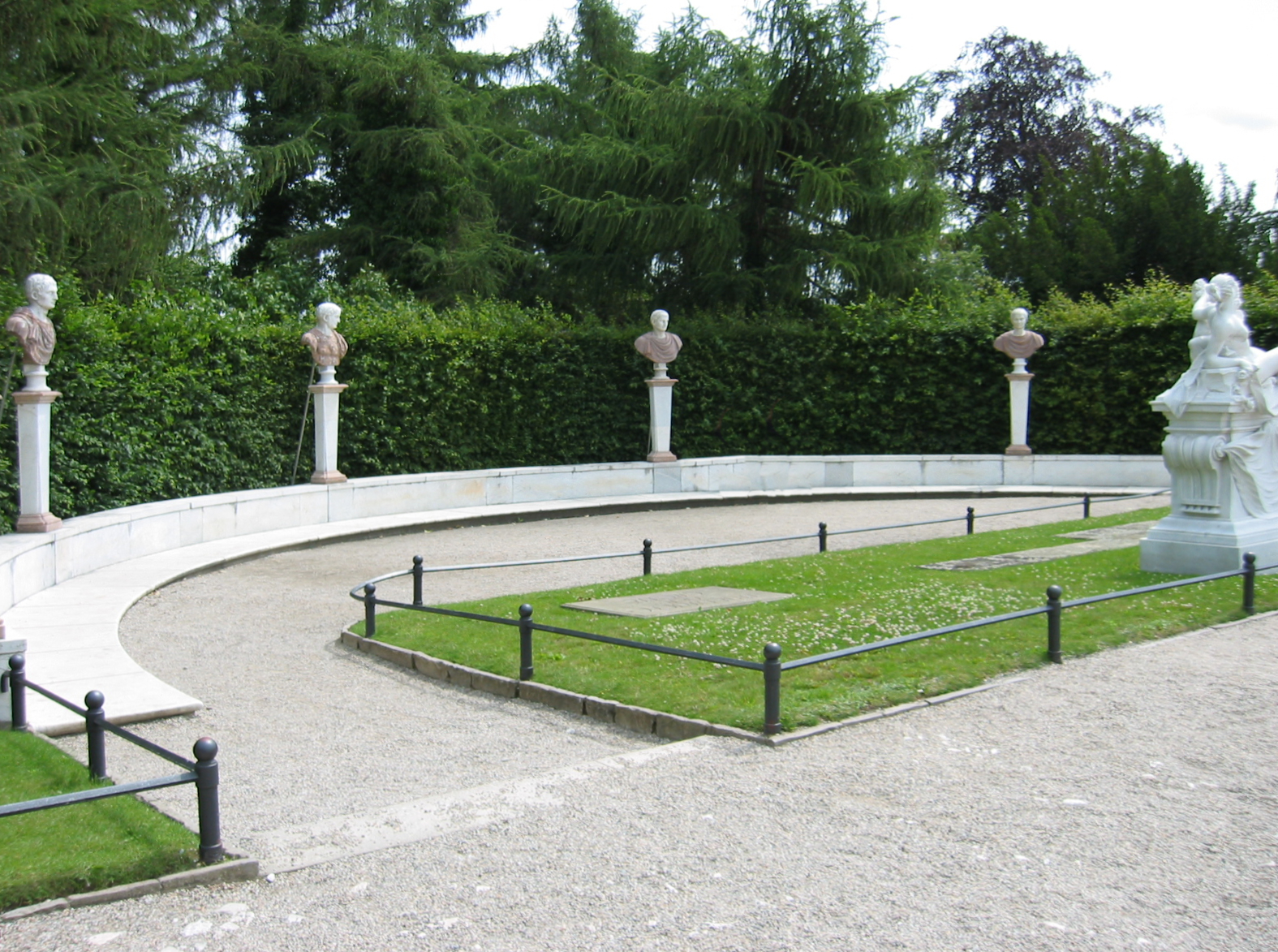
Die Grabstelle Friedrichs II.

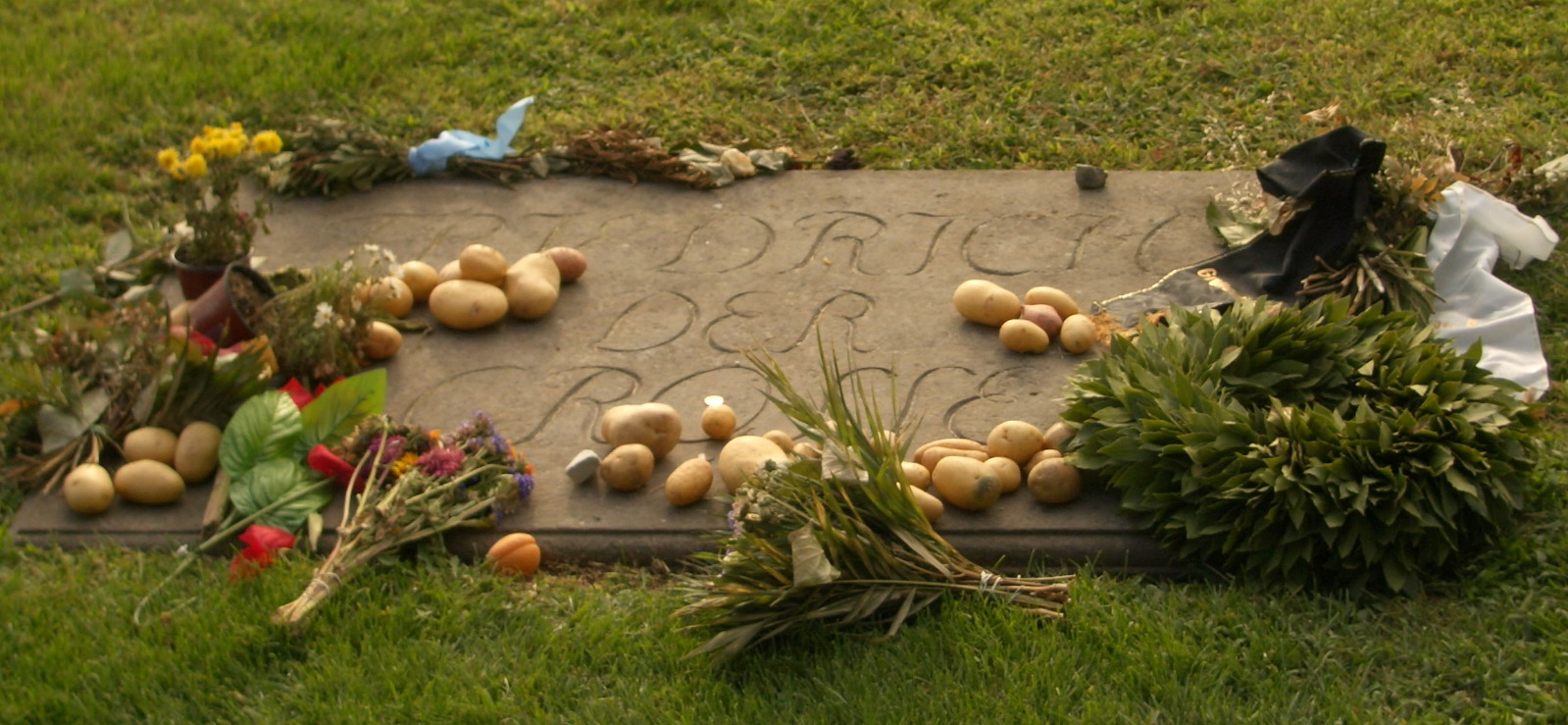
Grabplatte auf der Gruft Friedrichs II.

Der „Alte Fritz“, wie er im Volksmund genannt wurde, starb am 17. August 1786 im Sessel seines Arbeits- und Schlafzimmers im Schloss Sanssouci. Er wollte laut eigener Verfügung in einer Gruft neben seinen Lieblingshunden beigesetzt werden. Die unterirdische, gemauerte und mit Marmorplatten bedeckte Grabkammer hatte er bereits 1744, noch vor Beginn des eigentlichen Schlossbaues, seitlich auf der obersten Terrasse des gerade angelegten Weinbergs errichten lassen. In seiner 46-jährigen Regierungszeit beschäftigte sich Friedrich immer wieder mit dem Tod. Neben seinem politischen Testament von 1752 verfasste er vor fast jeder Schlacht, vor jedem Krieg neue Verfügungen, in denen er bis ins kleinste Detail alles Familiäre und Finanzielle regelte. Ebenso oft wiederholte er die Anweisungen für sein Begräbnis:

„Ich habe als Philosoph gelebt und will als solcher begraben werden, ohne Gepränge, ohne feierlichen Pomp, ohne Prunk. Ich will weder geöffnet, noch einbalsamiert werden. Man bestatte mich in Sanssouci auf der Höhe der Terrassen in einer Gruft, die ich mir habe herrichten lassen […]. Sterbe ich in Kriegszeiten oder auf der Reise, soll man mich am ersten besten Ort beisetzen und im Winter nach Sanssouci an die bezeichnete Stätte bringen.“

Sein Neffe und Nachfolger Friedrich Wilhelm II. befolgte diese Anweisungen nicht. Er ließ Friedrichs II. Sarg stattdessen in der Gruft der Potsdamer Garnisonkirche unmittelbar neben dem Sarg seines Vaters, des Soldatenkönigs Friedrich Wilhelm I., bestatten. Besuchern zeigte er die Grabstelle auf der Terrasse mit den Worten: „Hier wollte mein Vorgänger begraben sein, er wollte lieber neben seinen Hunden als zwischen seinen Vorfahren liegen.“ Die Zeitgenossen hielten eine solche Grabstätte für eines Königs unwürdig und einen Ausdruck von Friedrichs Menschenverachtung, obwohl die Gruft vor den Hundegräbern entstanden war. Auch Friedrichs Vorbild Moritz von Nassau war 1680 aus seinem Waldgrab in eine Fürstengruft umgebettet worden. Der Brauch der Garten- und Parkbegräbnisse setzte erst mit der von der Romantik geprägten nachfolgenden Generation ein, so ließ sich Friedrichs Bruder Heinrich 1802 im Park von Schloss Rheinsberg in einem selbstentworfenen Mausoleum bestatten.
Im Zweiten Weltkrieg brachten Soldaten der Wehrmacht die Särge aus der Garnisonkirche in Sicherheit. Im März 1943 kamen sie in das „Objekt Kurfürst“, einen unterirdischen Bunker auf dem Gelände des heutigen Einsatzführungskommandos der Bundeswehr im Ortsteil Geltow (Wildpark-West) der Gemeinde Schwielowsee und im März 1945 in das Salzbergwerk Bernterode im Eichsfeld. Die Garnisonkirche samt der Grabstätte Friedrichs und seines Vaters brannte im April 1945 beim verheerenden Luftangriff auf Potsdam aus. Nach Kriegsende verbrachten Soldaten der amerikanischen Armee die Särge im Mai 1945 in das Marburger Landgrafenschloss, im Februar 1946 in das Hessische Staatsarchiv Marburg und im August 1946 in die Elisabethkirche. Dort blieben sie bis zur Umbettung auf die Burg Hohenzollern bei Hechingen im August 1952.
Nach der deutschen Wiedervereinigung wurde die testamentarische Verfügung Friedrichs II. erfüllt. Die Initiative ging von Louis Ferdinand Prinz von Preußen aus, dem Chef des Hauses Hohenzollern und Hausherrn der Burg Hohenzollern, der die Särge 1953 in die Christuskapelle der Burg hatte umbetten lassen. Die unterirdische Grabkammer erwies sich auch nach fast 250 Jahren als weitgehend intakt, das Mauerwerk wurde saniert und eine wasserdichte Bedachung eingesetzt. Am 17. August 1991, dem 205. Todestag Friedrichs II., wurde der Sarkophag mit den sterblichen Überresten des Königs im Ehrenhof des Schlosses Sanssouci aufgebahrt, eskortiert von einer Ehrenwache der Bundeswehr. Da der König angeordnet hatte: „Im übrigen will ich, was meine Person betrifft, in Sanssouci beigesetzt werden, ohne Prunk, ohne Pomp und bei Nacht“ fand die Beisetzung um Mitternacht statt, in Anwesenheit des Bundeskanzlers Helmut Kohl, von Mitgliedern des Hauses Hohenzollern und übertragen vom Fernsehen.
Laut Nicolai soll Friedrich II. bei einem Spaziergang über die Schlossbaustelle einst zum Marquis d’Argens gesagt haben: « Quand je serai là, je serai sans souci. » (deutsch: „Wenn ich dort bin, werde ich ohne Sorge sein“). Die Grabstelle zieren die 1749 von François Gaspard Adam geschaffene Marmorgruppe Flora mit Zephyr und sechs im Halbrund aufgestellte Porträtbüsten römischer Kaiser.
Franz Theodor Kugler fasst die Bedeutung der Grabstätte im Zusammenhang mit der Gesamtanlage 1840 wie folgt zusammen:

„Friedrich verknüpfte mit dem Namen Sanssouci eine geheime, tiefere Bedeutung. Er hatte sich zur Seite des Schlosses, noch ehe dessen Grund gelegt war, eine Gruft bauen lassen, die dereinst seine irdischen Reste aufnehmen sollte. Sie ward mit Marmor überkleidet und ihr Zweck durch die Bildsäule einer Flora, welche darauf lagerte, spielend verhüllt. Diese Gruft, deren Dasein niemand ahnen konnte, war eigentlich mit jenem Namen gemeint. Einem Freunde sprach er einst davon und sagte, auf die Gruft deutend: „Quand je serai là, je serai sans souci “ (Wenn ich dort bin, werde ich ohne Sorge sein!). Aus dem Fenster seines Studierzimmers hatte er täglich das Bild der Blumengöttin, der Hüterin seines Grabes, vor Augen.“

Besucher legen auf dem schlichten Grabstein mit der Aufschrift „Friedrich der Große“ Blumen und Kartoffeln nieder, in Erinnerung an den Kartoffelbefehl.
Weil zu DDR-Zeiten 1968 die bereits im Wiederaufbau befindliche Garnisonkirche abgerissen worden war, wurde Friedrichs Vater, der Soldatenkönig, in das Kaiser-Friedrich-Mausoleum an der Friedenskirche im Park Sanssouci umgebettet.

## Architektur

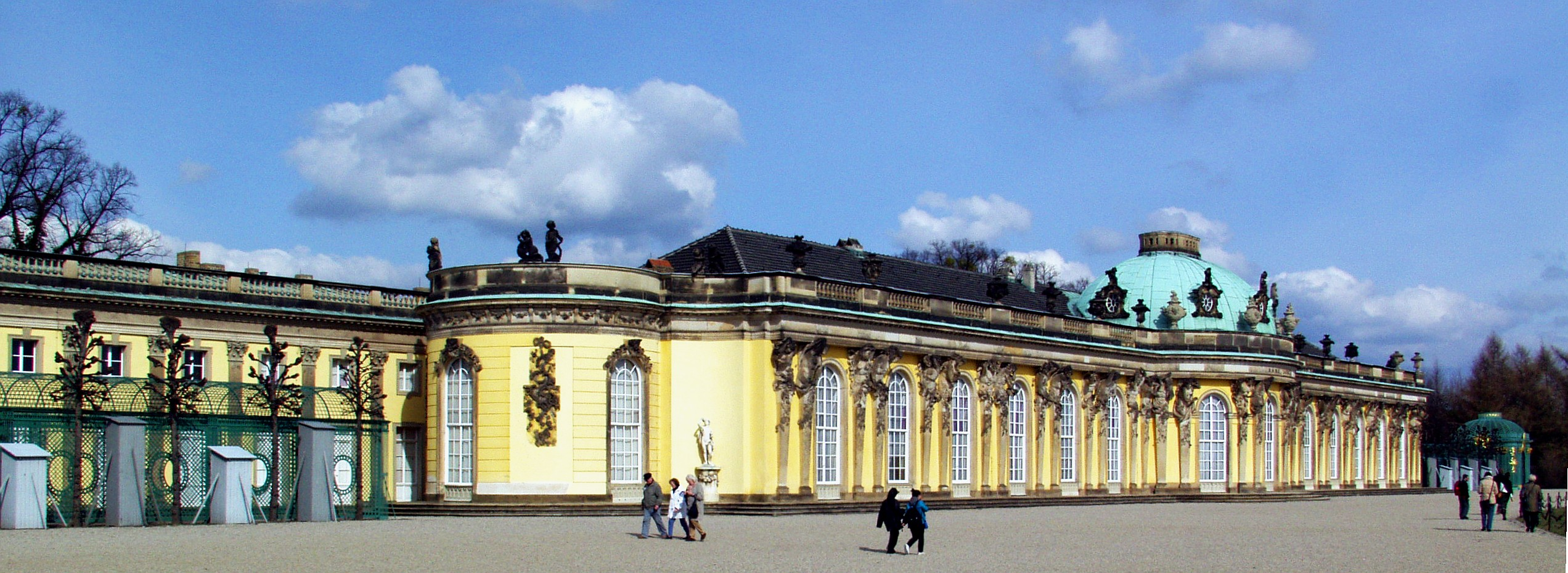
Schrägansicht der Schlossfassade von Südwesten

Das für einen Regenten in seinen Ausmaßen eher bescheidene Schloss mit zwölf Räumen, von denen Friedrich II. nur fünf selbst bewohnte, entsprach der Veränderung in der höfischen Baukunst um die Mitte des 18. Jahrhunderts. Die barocken Residenzschlösser, die nach dem Vorbild von Versailles ab der Mitte des 17. Jahrhunderts errichtet wurden, dienten den fürstlichen Bauherren vor allem zur Repräsentation ihrer politischen und wirtschaftlichen Macht. Sie gingen in ihrer Größe oft weit über den eigentlichen Nutzen als Wohnsitz und die Notwendigkeit einer standesgemäßen Hofhaltung hinaus. Wegen seiner kunsthistorischen Bedeutung wird Schloss Sanssouci auch preußisches Versailles genannt.
Dieses Übermaß an Pracht und Größe erweckte die Sehnsucht nach Intimität und Bequemlichkeit. Der Wandel wurde jedoch nicht radikal vollzogen, sondern erfolgte allmählich. Friedrich II., der zeit seines Lebens die Formen des Barock und Rokoko bevorzugte, ließ noch zwei Jahrzehnte nach dem Bau des Schlosses Sanssouci das Neue Palais im westlichen Teil des Parks errichten. Nach dem Siebenjährigen Krieg wollte er mit dem Gästeschloss die Macht und Stärke Preußens demonstrieren. So bezeichnete er es auch als seine „Fanfaronnade“ (Prahlerei, Angeberei). Anders als Sanssouci ist es ein Bauwerk des klassizistischen Barock, ähnlich der zeitgleich mit Sanssouci von Knobelsdorff gebauten Hofoper Unter den Linden in Berlin. Im Inneren dominierte in beiden Bauwerken aber ebenfalls das Friderizianische Rokoko.

### Außenarchitektur

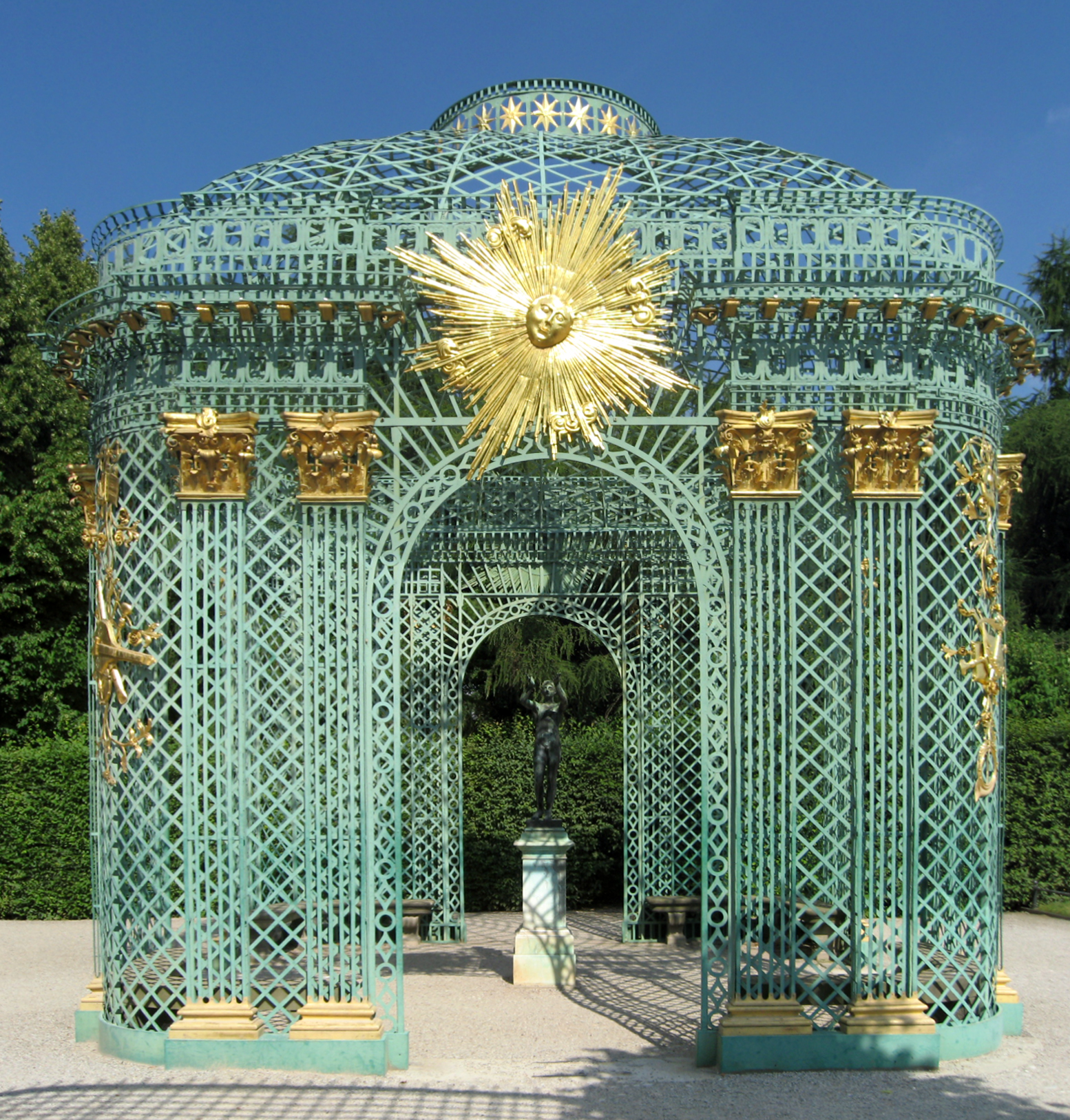
Östlicher Gitterpavillon mit dem Bronzenachguss des „Betenden Knaben“

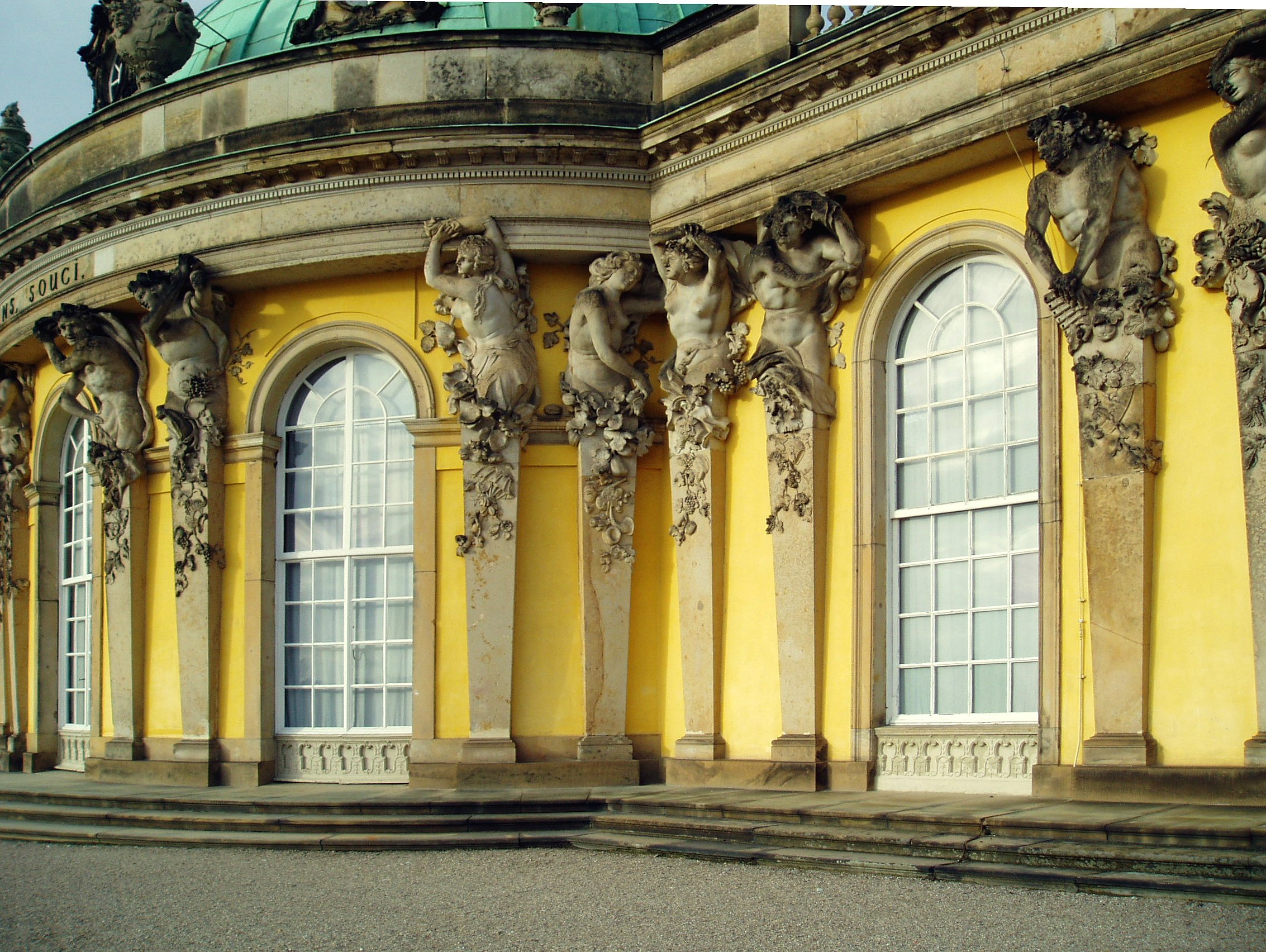
Bacchanten und Kuppel an der Südseite

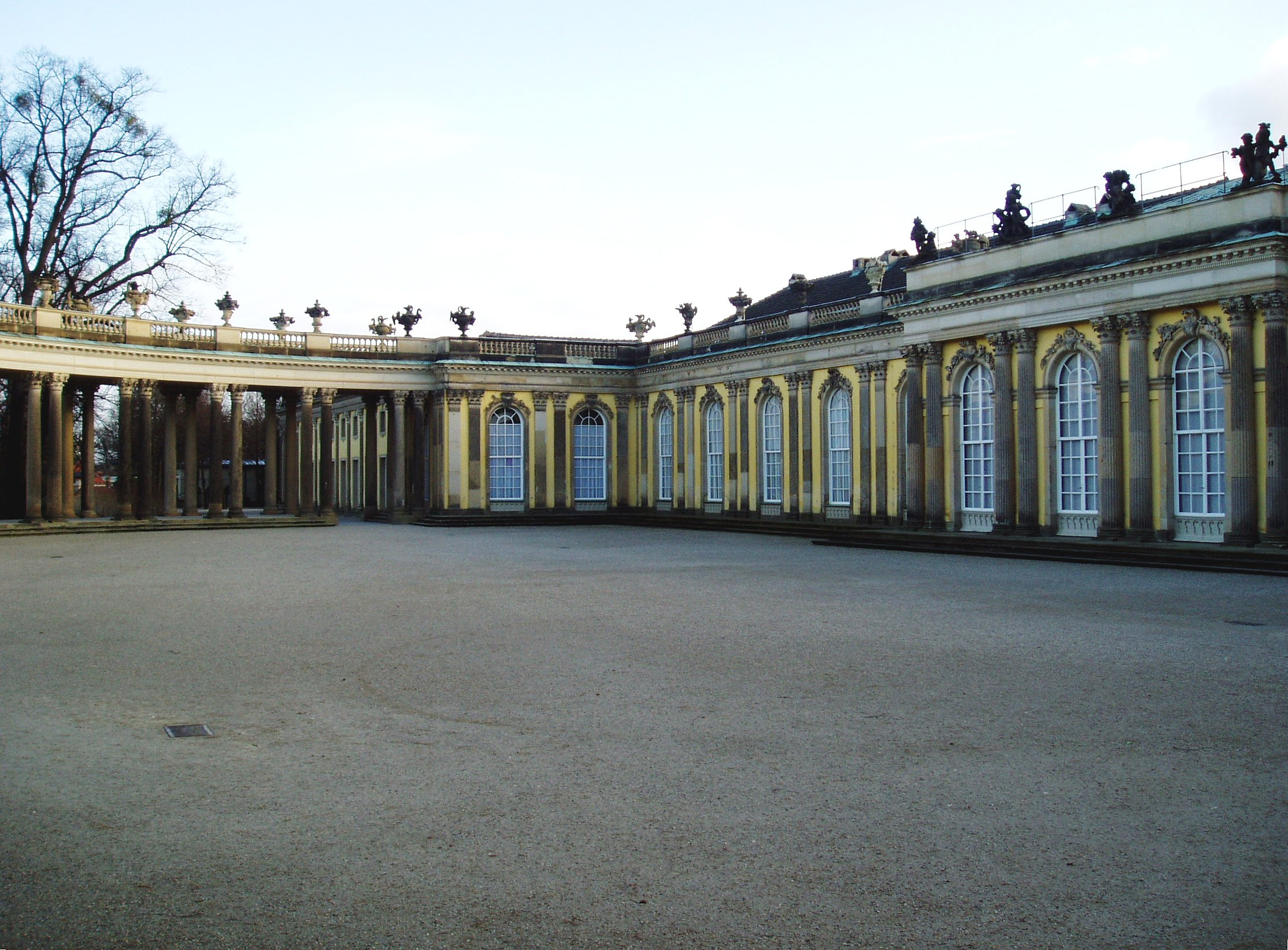
Ehrenhof und Kolonnaden an der Nordseite

Der eingeschossige Hauptbau nimmt mit seinen angrenzenden Seitenflügeln fast die gesamte Breite der obersten Terrasse ein. Die Länge des Hauptbaus „mit den beiden runden Kabinetten an den Seiten, beträgt 292 Fuß [91,6 m], und die Tiefe 49 Fuß [15,4 m]. […] die ganze Höhe von außen 39 Fuß 2 Zoll [rund 12,3 m]“. Die 15-achsige Südseite betont ein vorspringender, halbovaler Mittelbau mit einer bekrönenden Kuppel. Über dem mittleren Rundbogenfenster ist der Name des Schlosses in vergoldeten Bronzelettern angebracht. Zwischen den fast bodentiefen Rundbogenfenstern stützen sechsunddreißig paarweise angeordnete Atlanten das Gebälk. Die Sandsteinfiguren des Bildhauers Friedrich Christian Glume stellen Bacchanten und Bacchantinnen dar und wurden 1746 aus roh versetzten Steinblöcken vor Ort ausgearbeitet. An der Gestaltung des Skulpturenschmucks auf der umlaufenden Dachbalustrade und der Puttengruppen auf den Kuppelfenstern war er ebenso beteiligt wie auch sein Vater Johann Georg Glume und die Werkstätten der Zierratenbildhauer Johann Melchior Kambly und Matthias Müller.
Die in friderizianischer Zeit schmucklosen Seitenflügel, „jeder von 98 Fuß [31 m] Länge und 35 Fuß [11 m] Tiefe“, in denen die Küche, Stallungen und Räume für die kleine Dienerschaft untergebracht waren, verdeckte Knobelsdorff mit symmetrisch angeordneten Laubengängen, die in je einem freistehenden, mit vergoldeten Ornamenten verzierten Gitterpavillon ihren Abschluss fanden. Vor den Laubengängen stehen Porträtbüsten römischer Persönlichkeiten und Vasenkopien. Im östlichen Pavillon ließ Friedrich II. die Figur des „Betenden Knaben“ aufstellen, die er 1747 aus dem Besitz des Fürsten Wenzel von Liechtenstein erworben hatte. Seit 1900 steht dort ein Nachguss aus der Berliner Bronce-Waaren-Fabrik L. C. Busch.
Die schlichter gehaltene Nordseite des Schlosses steht im auffälligen Gegensatz zur bildhauerisch verspielten Südseite. Anstelle der Atlanten gliedern hier korinthische Pilaster die Front. Das Pendant zum halbovalen Mittelbau auf der Gartenseite bildet ein rechteckiger Risalit mit Blendsäulen und flachem Pultdach. Die Front schließt an beiden Enden mit kurzen, im rechten Winkel angesetzten Flügelbauten. Weiterführende Kolonnaden umschließen im Halbrund den schmucklosen Ehrenhof und öffnen sich zu der nördlich gelegenen steilen Zufahrtsrampe. Die in zwei Reihen angeordneten vierundvierzig Säulenpaare lassen Platz für Wandelgänge. Wie auf der Südseite schmückt auch hier eine Balustrade mit Sandsteinvasen den Dachansatz des Schlossbaus und die Viertelbögen der Kolonnade. Wein- und Blumenranken aus Sandstein zieren die Rundbögen der fast bodentiefen Fenster und Fenstertüren.
Nach dem Abriss der eingeschossigen Anbauten aus friderizianischer Zeit entstanden um zwei Achsen verlängerte Seitenflügel, mit je zehn Fensterachsen und dreibogigen Vorhallen an den Stirnseiten. Unter Einhaltung der Traufhöhe des Schlossbaus wurden die Anbauten um ein Geschoss aufgestockt und das flache Satteldach hinter einer Balusterattika verborgen. Die Fenster bekamen einen geraden Abschluss. Für die Fassaden übernahm Persius die Gestaltungselemente der Nordseite. Pilaster, Baluster und Verzierungen wurden aus Zink gegossen und gesandelt, sodass sie den Vorbildern aus Sandstein täuschend ähnlich sehen.

### Innenarchitektur

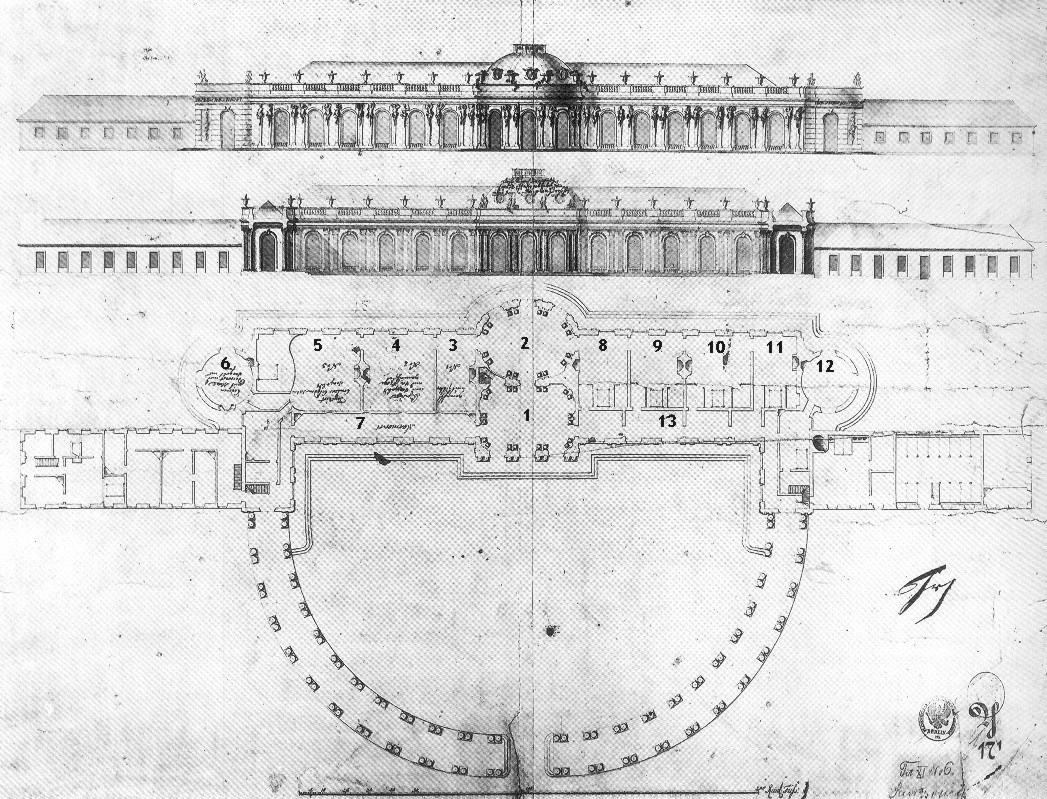
Aufrisse der Hof- und Gartenseite und Grundriss, Baubüro Georg Wenzeslaus von Knobelsdorff, um 1744/45.
Raumanordnung:
1 Vestibül, 2 Marmorsaal, 3 Audienzzimmer, 4 Konzertzimmer, 5 Arbeits- und Schlafzimmer, 6 Bibliothek, 7 Galerie, 8 Gästezimmer, 9 Gästezimmer, 10 Gästezimmer, 11 Gästezimmer „Voltairezimmer“, 12 Gästezimmer „Rothenburgzimmer“, 13 die Dienerzimmer

Das Schloss entspricht den Grundsätzen eines „Maison de plaisance“, dessen Räume in Sanssouci auf einer Ebene liegen, um von ihnen mühelos in den Garten zu gelangen. Auch bei der Raumaufteilung wurde Wert auf Bequemlichkeit gelegt. Nach Ansicht der zeitgenössischen französischen Architekturtheorie entsprach das Appartement double dem höfischen Komfort. Bei dieser Aufteilung liegen zwei Reihen von Zimmern hintereinander: die Haupträume auf der dem Garten zugewandten Seite, in der Regel nach Süden, und die Dienerkammern dahinter auf der Nordseite des Gebäudes. Ein „Appartement double“ besteht somit aus einem Hauptraum und einer anschließenden Dienerkammer. Türen verbinden die Appartements miteinander. Sie sind in einer Achse angeordnet, einer Enfilade, so dass die Ausdehnung des Schlosses im Innern mit einem Blick erfasst werden kann. Ein repräsentativer Eingangsbereich beherrscht den Mittelbau, der den intimen Charakter des Gebäudes nicht sogleich erkennen lässt.
Friedrich der Große fertigte nach diesen Regeln höfischer Baukunst Grundrissskizzen an, die aber unter Berücksichtigung seiner persönlichen Wünsche und Vorstellungen von Wohnkomfort in einigen Bereichen von der französischen Bautheorie abwichen. Auch bei der Ausstattung der Innenräume bestimmte er bis ins Detail, wie die Räume auszusehen hatten. Nach oft von ihm vorgefertigten Skizzen schufen Künstler wie Johann August Nahl, die Brüder Johann Michael und Johann Christian Hoppenhaupt, die Brüder Johann Friedrich und Heinrich Wilhelm Spindler und Johann Melchior Kambly Kunstwerke im Stil des Rokoko. Friedrich dem Großen war jede „Luxussucht“, was seine Person anbetraf, fremd. Er kümmerte sich wenig um Etikette und Mode, was ihn mit zunehmendem Alter mit verschmutzter und verschlissener Kleidung herumlaufen ließ, aber es war ihm ein inneres Bedürfnis, sich mit edlen Dingen zu umgeben. Er hatte ein feines Gespür für alles Schöne und gestaltete seine Privatgemächer nach eigenem Geschmack und eigenen Bedürfnissen, wobei er das Gängige oft ignorierte. Diese „Eigenkompositionen“ in der Rokokokunst führten zu dem Begriff friderizianisches Rokoko.

#### Vestibül, Marmorsaal und Königswohnung

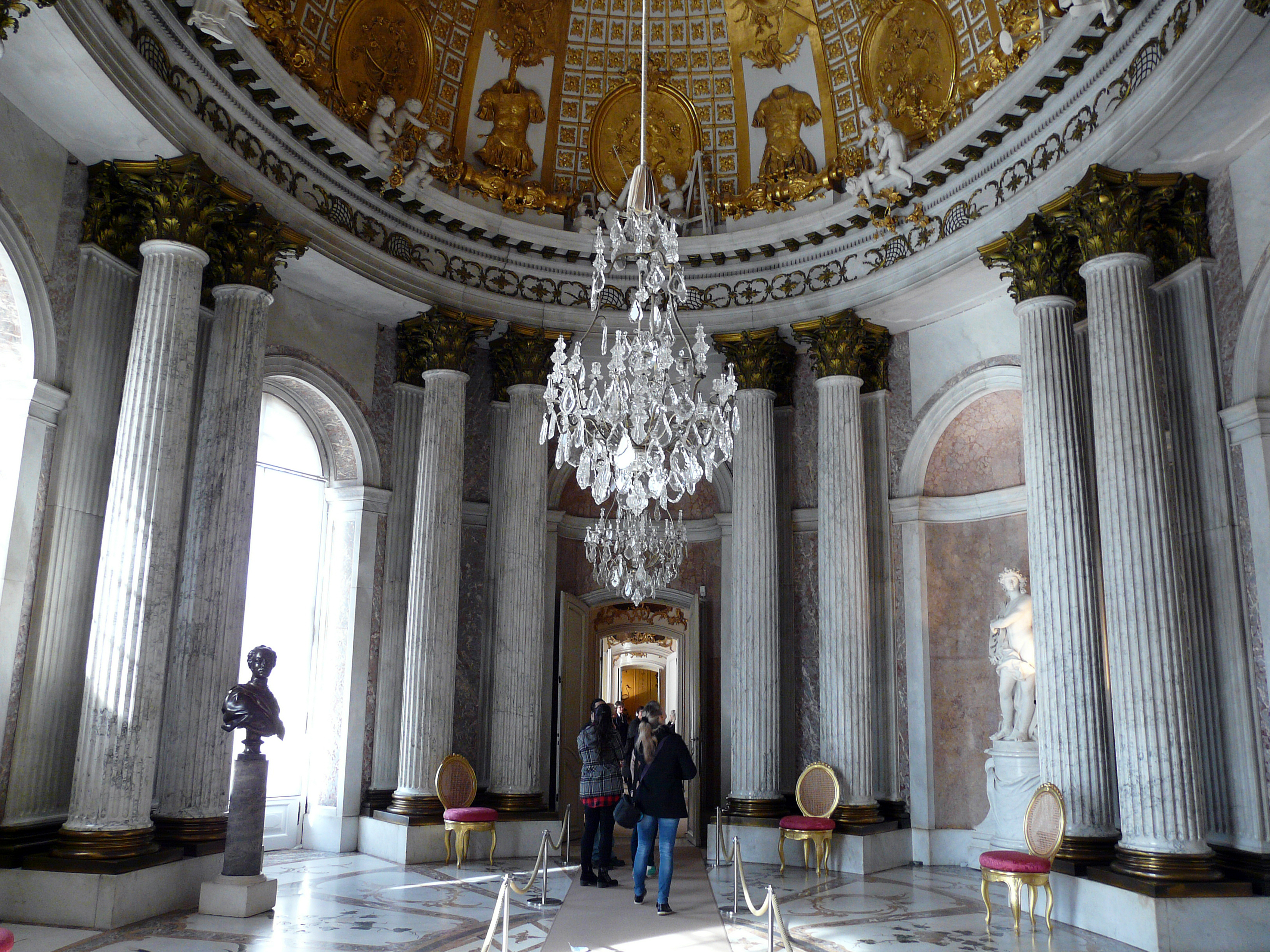
Marmorsaal

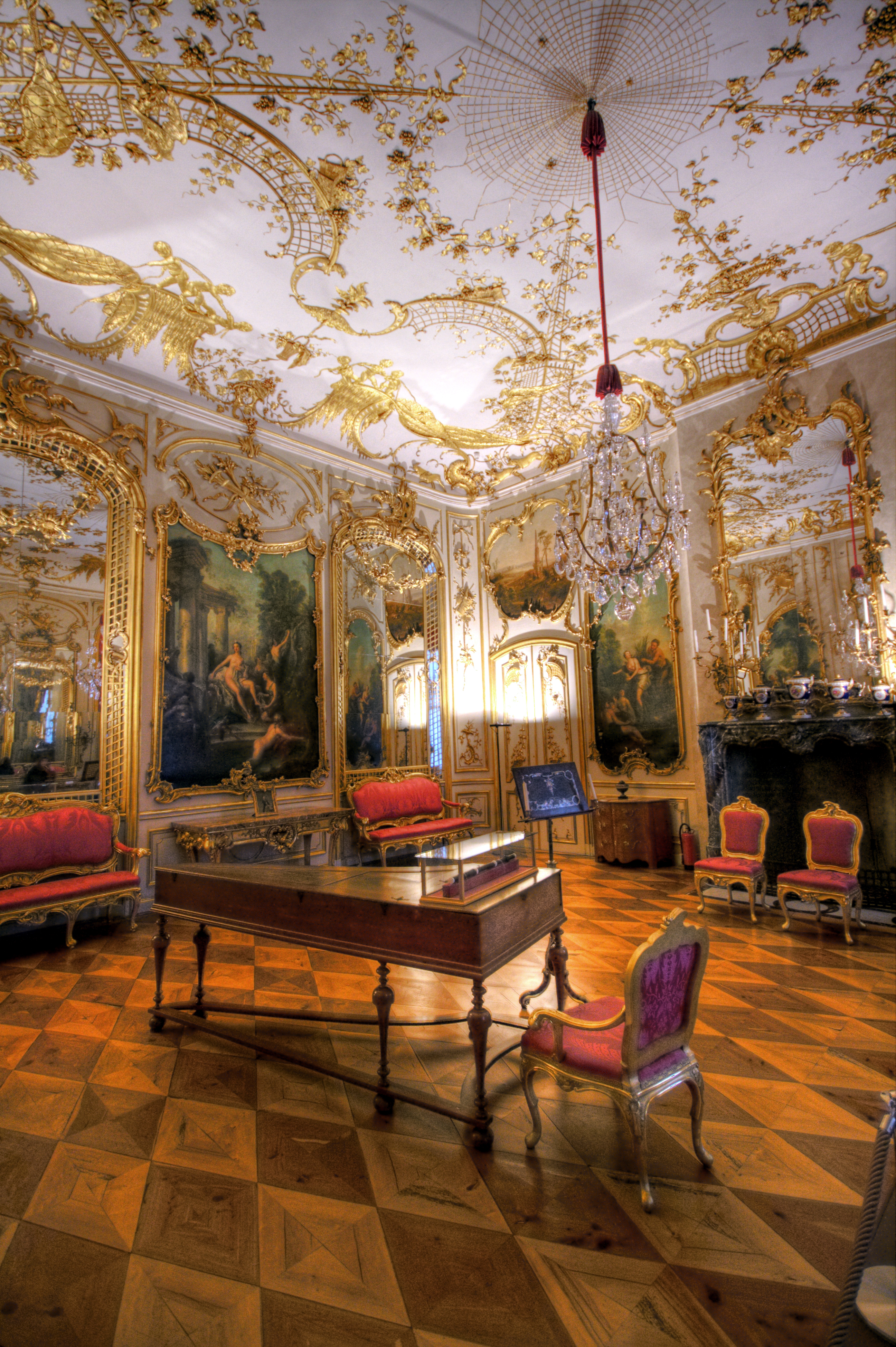
Konzertzimmer

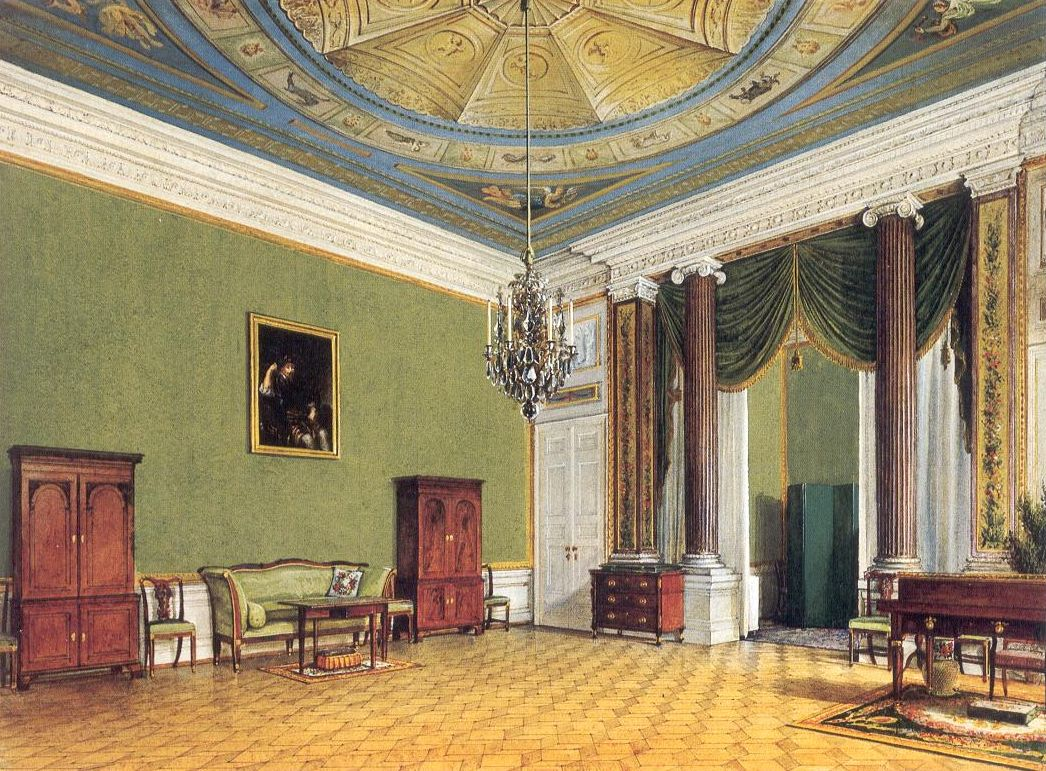
Ehemaliges Arbeits- und Schlafzimmer Friedrichs II. nach der Umgestaltung im klassizistischen Stil
Gemälde aus den 1830er Jahren

Im Mittelteil des Schlosses liegen in der Nord-Süd-Achse das Vestibül und der dem Garten zugewandte Marmorsaal. Nach Osten schließt die Königswohnung an, mit Audienzzimmer, Konzertzimmer, Arbeits- und Schlafzimmer, Bibliothek und einer langgestreckten Galerie auf der Nordseite. Westlich der beiden Mittelsäle liegen fünf Gästezimmer.
Im Vestibül, das vom Ehrenhof betreten wird, wiederholt sich die gekuppelte Säulenstellung der Kolonnade. Die Wände des rechteckigen Vorsaals sind durch zehn korinthische Säulenpaare aus weißem Stuckmarmor mit vergoldeten Basen und Kapitellen gegliedert. Sie stehen vor korinthischen Pilastern, die nur leicht aus der Wand heraustreten. Das Deckenbild über der gewölbten Voute zeigt die römische Göttin Flora mit Genien, die Blumen und Früchte vom Himmel streuen. Das Gemälde schuf 1746 der schwedische Maler Johann Harper. Den drei Fenstertüren an der Ehrenhofseite entsprechen auf der gegenüberliegenden Seite drei flache, rundbogige Blendnischen mit Türen. Über der mittleren Flügeltür, dem Eingang zum Marmorsaal, und über zwei Türen in der West- und Ostwand sind vergoldete Supraportenreliefs von Georg Franz Ebenhech angebracht. Sie stellen mit Themen aus dem Bacchusmythos ebenso einen Bezug zum Weinberg her wie die Ornamente an den Türfüllungen mit vergoldeten Weinranken, Hermen und Musikemblemen von Johann Christian Hoppenhaupt. Die 1730 von Lambert-Sigisbert Adam geschaffene Marmorkopie des Ares Ludovisi kam als Geschenk Ludwigs XV. zusammen mit den Figuren aus dem Französischen Rondell 1752 nach Potsdam. Den Ares ließ Friedrich II. als Gegenstück einer Statue des Merkur aufstellen, die aus der Sammlung seiner Schwester Wilhelmine von Bayreuth stammte. Friedrich Wilhelm II. ließ den Merkur im Marmorpalais aufstellen und durch eine Trajan-Statue ersetzen. Beide Figuren gelangten 1830 in die Berliner Antikensammlung. Als Ersatz für den Trajan kam ein Merkur von Jean-Baptiste Pigalle in das Vestibül. An dessen Stelle trat 1846 die von Heinrich Berges geschaffene Sitzstatue der jüngeren Agrippina.
Der auf der Gartenseite liegende Marmorsaal diente als Festsaal. Für den ovalen Grundriss und die durch eine Lichtöffnung im Scheitelpunkt geöffnete Kuppel nahm Knobelsdorff das Pantheon in Rom zum Vorbild. Der namengebende Marmor aus Carrara und Schlesien befindet sich an Säulen, Wänden, Fensterlaibungen sowie in den ornamentalen Einlegearbeiten des Fußbodens. Die vergoldeten Stuckarbeiten in der Kuppel führten Carl Joseph Sartori (1709–1770) und Johann Peter Benkert aus. Sie gestalteten die Wölbung mit kassettierten Feldern, militärischen Emblemen und in Medaillons dargestellten Attributen der Künste und Wissenschaften. Vier weibliche Figuren und Puttengruppen von Georg Franz Ebenhech auf dem Gesims symbolisieren die Zivil- und Militärarchitektur, die Astronomie und Geografie, die Malerei und Bildhauerkunst sowie die Musik und Poesie. Die Anordnung der acht korinthischen Säulenpaare wiederholt sich wie im Vestibül. In den dazwischen liegenden Nischen neben der Tür sind die 1748 von François Gaspard Adam geschaffenen Skulpturen der Venus Urania und des Apollon platziert. Der zur Venus gewandte Apollon hält ein geöffnetes Buch in der Hand, das als das Werk De rerum natura des epikureischen Dichters Lukrez zu deuten ist. Ihr gelten die in vergoldeten Lettern eingefügten Worte „Te sociam studeo scribendis versibus esse / Quos ego de rerum natura pangere conor“ (zu deutsch: „Nach dir [Venus] verlange ich als meiner Gefährtin beim Dichten der Verse, die ich mich über der Dinge Wesen zu schreiben erkühne“). Die Bronzebüste des schwedischen Königs Karl XII., von Jacques Philippe Bouchardon (1711–1753), ist seit 1775 im Marmorsaal nachweisbar. Friedrich II. erhielt die Büste 1755 von seiner Schwester, der schwedischen Königin Luise Ulrike, zum Geschenk.
Das östlich anschließende Audienzzimmer wurde in friderizianischer Zeit auch als Speisezimmer genutzt. In diesem Raum, der an kühlen Sommertagen beheizt werden konnte, fanden vermutlich die geselligen „Tafelrunden“ Friedrichs II. statt und nicht, wie von Adolf Menzel auf dem Gemälde Tafelrunde von Sanssouci dargestellt, im Marmorsaal, der nur bei besonderen Anlässen als Esssalon diente. Zahlreiche Gemälde französischer Maler des 18. Jahrhunderts dominieren das Erscheinungsbild des Raums. Die mit violettrosafarbenem Seidendamast bespannten Wände schmücken in loser Hängung Werke von Jean-Baptiste Pater, Jean François de Troy, Pierre Jacques Cazes (1676–1754), Louis de Silvestre, Antoine Watteau und anderen. Die Supraportenreliefs mit Putten, die mit Blumen und Büchern spielen, sind Arbeiten von Friedrich Christian Glume. Das Deckengemälde über der mit Blattmotiven geschmückten Voute, Zephir bekränzt Flora von Antoine Pesne, zeigt den Windgott mit der Blumengöttin.
Im Konzertzimmer wird die überschwängliche Ornamentform des Rokoko, die Rocaille, an den in Weiß und Gold gehaltenen Wänden und der Decke im Überfluss sichtbar. Die Wandgemälde von Antoine Pesne und Wandspiegel sind in die Dekoration eingepasst und werden durch die Rocaillen mit ihren typischen S-Kurven und C-Schwüngen umrahmt. Die Holzeinfassungen stammen aus der Werkstatt des Bildhauers Johann Michael Hoppenhaupt (d. Ä.). Zwei Supraportenbilder mit Landschaften, antiken Monumenten und Ruinen malte Charles Sylva Dubois, Antoine Pesne ein Landschaftsbild und die Ansicht des Schlosses Sanssouci. Das Hammerklavier von Gottfried Silbermann aus dem Jahr 1746 und das Notenpult Friedrichs II., eine Arbeit des Zierratenbildhauers Johann Melchior Kambly von 1767, weisen auf die Nutzung des Raumes hin. Adolf Menzels Gemälde Das Flötenkonzert von Sanssouci gibt die festliche Atmosphäre bei königlichen Konzerten eindrucksvoll wieder.
Das Arbeits- und Schlafzimmer zeigte zur Zeit Friedrichs II. ebenso reiche, vergoldete Stuck- und Holzschnitzarbeiten wie das Konzertzimmer. Nach der Umgestaltung im klassizistischen Stil durch Friedrich Wilhelm von Erdmannsdorff blieb nur noch der Kamin an seinem Platz. Die seladongrüne Seidenbespannung der Wände mit aufliegenden vergoldeten Holzschnitzarbeiten wich einer hellgrünen Bespannung. Die ehemals stuckierte Decke bemalte der Dekorationsmaler Johann Fischer mit einer Art Velarium, um das sich Tierkreiszeichen, Opferszenen und Götterdarstellungen gruppieren und in die Zwickel Allegorien des Geschichtsruhms, des Friedens, der Kriegs- und Dichtkunst. Die ursprünglich reich ornamentierte Putten-Brüstung, die den Arbeits- vom Schlafbereich abgrenzte, wurde durch zwei, auf Postamenten ruhende ionische Säulen und zwei mit Blumen-Fruchtgehängen bemalte Pilaster ersetzt. Unter Friedrich Wilhelm IV. kam Mitte des 19. Jahrhunderts ein Teil der friderizianischen Möbel in den Raum zurück, unter anderem 1843 der Sterbesessel Friedrichs II. Zudem ließ er die Wände mit Gemälden schmücken, die vor allem Friedrich den Großen zeigen. Die Werke schufen Antoine Pesne, Johann Georg Ziesenis, Joachim Martin Falbe, Charles-Antoine Coypel, Edward Francis Cunningham, Christian Bernhard Rode, Johann Christoph Frisch und Anton Graff.
Die Bibliothek weicht von der Raumordnung französischer Schlossbaukunst ab. Das kreisrunde Zimmer liegt fast versteckt außerhalb der Enfilade am Ende der Königswohnung und ist durch einen schmalen Gang vom Arbeits- und Schlafzimmer zu erreichen. Die Lage unterstreicht den privaten Charakter des Raums, in den sich der „Philosoph von Sanssouci“ ungestört zurückziehen konnte. Mit Zedernholz getäfelte Wände und in Wandnischen eingelassene Bücherschränke aus gleichem Holz, in die auch die Eingangstür eingebunden ist, zeigen ein geschlossenes Bild in der Wanddekoration. Die harmonische Farbgestaltung in Braun mit der goldfarbenen Ornamentik der Rocaille vermittelt eine ruhige Stimmung. Vier vergoldete Bronzereliefs über den Schränken, mit Allegorien der Künste, schuf Benjamin Giese. Nischen nehmen den Kamin und die Sitzgarnitur auf. Die Bücherschränke sind gefüllt mit circa 2100 Bänden der griechischen und römischen Dichtung und Geschichtsschreibung in französischer Übersetzung sowie französischer Literatur des 17. und 18. Jahrhunderts, deren Mittelpunkt die Werke von Voltaire bilden. Die deutsche Literatur fand bei Friedrich II. kaum Beachtung. Die Bücher sind in braunes oder rotes Ziegenleder gebunden und reich vergoldet. Der König besaß in seinen Schlossbibliotheken die jeweils gleiche Ausstattung an Werken und ließ sie ab 1771 mit goldenen Buchstaben auf dem Buchdeckel kennzeichnen.
Auch bei der im Norden liegenden Galerie wich Friedrich II. von der französischen Raumordnung des „Appartement double“ ab, nach der in diesem Bereich Kammern für die Dienerschaft vorgesehen waren. Die Wand des schmalen, langgestreckten Raums wird durch Nischen gegliedert, in denen Marmorskulpturen griechisch-römischer Gottheiten aus der Sammlung des französischen Kardinals Melchior de Polignac platziert sind. Über fünf Sofas hängen Gemälde von Nicolas Lancret, Jean-Baptiste Pater und Antoine Watteau. An der durch Fenster und Spiegel unterbrochenen Außenwand stehen zehn Marmorbüsten auf Postamenten und auf den Kaminen an den Enden der Galerie die zwei Büsten der Amphitrite und des Neptun von Lambert Sigisbert Adam. Das fünfteilige Deckengemälde über der mit Weinlaubranken dekorierten Voute stammt von Johann Gottlieb Glume und zeigt blumenstreuende Putten. Die Tempelruine auf dem ostseitigen Supraportenbild fertigte Charles Sylva Dubois und die Figurenstaffage auf der westseitigen Supraporte Antoin Pesne.

#### Gästezimmer

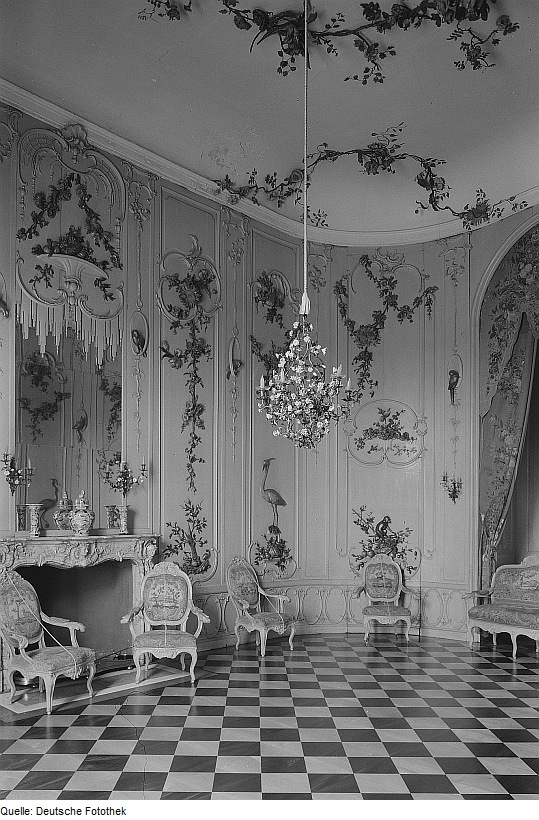
„Voltairezimmer“, auch „Blumenkammer“
Fotoaufnahme nach 1950

Die nach Westen an den Marmorsaal anschließenden fünf Gästezimmer haben die Fenster zur Gartenseite und die vier ersten Zimmer einen Alkoven an der gegenüberliegenden Wand. Neben dieser Bettnische führt eine Tür durch einen schmalen Gang in das im Norden angrenzende Dienerzimmer und eine weitere Tür in eine kleine Kammer, die zur Aufbewahrung der Kleidung vorgesehen war.
Die Wände des ersten Gästezimmers sind mit weiß gestrichenem Holz getäfelt, in dessen schmale Felder Friedrich Wilhelm Hoeder zartrosafarbene Ornamente und figürliche Darstellungen im chinoisen Stil malte. Der Raum erfuhr bereits 1747 eine Veränderung, als über die Vertäfelung eine blaue Satinade (halbseidener Atlas) gespannt wurde. Vermutlich führte die Verwendung von zu feuchtem Holz zur Rissbildung, die auf diese Weise verdeckt werden sollte. Nach der Entfernung 1953 hätten die bis dahin 14 Gemälde die Bemalung von Hoeder verdeckt, sodass nur noch je zwei Werke von Antoine Pesne und Jean-Baptiste Pater an der Alkovenwand Platz fanden.
Die Wände des zweiten und dritten Gästezimmers bekamen schon bei der Einrichtung eine textile Wandbespannung. Neben Supraportenbildern mit Stillleben von Augustin Dubuisson (1700–1771), einem Sohn von Jean Baptiste Gayot Dubuisson, hängen auf der blau-weiß gestreiften Bespannung des zweiten Zimmers Werke von Malern des 18. Jahrhunderts und auf der rot-weiß gestreiften Wandfläche des dritten Zimmers Landschaftsdarstellungen und Veduten von Giovanni Paolo Pannini, Luca Carlevaris, Michele Marieschi und anderen.
Es ist nicht genau bekannt, wer im Lauf der Jahrzehnte das Privileg erhielt, in Sanssouci leben zu dürfen. Durch die Namensgebung des vierten Raums, des „Voltairezimmers“, und des fünften, des „Rothenburgzimmers“, werden jedoch zwei Gäste mit Sanssouci in Verbindung gebracht. Es ist nicht sicher, ob Voltaire während seines Aufenthalts in Potsdam von 1750 bis 1753 im Sommerschloss gelebt hat, da er Räume im Potsdamer Stadtschloss bewohnte; auf jeden Fall war er in den drei Jahren häufiger Gast des Königs. Das „Voltairezimmer“ wird in einer Inventarliste von 1782 als „Blumenkammer“ bezeichnet und war wie das erste Gästezimmer vermutlich durch feuchtes Holz so reparaturbedürftig, dass Johann Christian Hoppenhaupt 1752/1753 eine neue Holzvertäfelung fertigte. Die ursprüngliche Bemalung von Hoeder, mit graulila Ornamenten, ist heute nur noch in der Bettnische sichtbar. Hoppenhaupt schuf eine gelblackierte Eichenholzvertäfelung mit bunten, plastischen Holzschnitzereien, die Blumen, Früchte, Sträucher und Tiere darstellen. Die farbenfrohe Blumendekoration aus Stuck und Eisenblech setzt sich an der Decke fort. Eine Büste Voltaires ließ Wilhelm II. nach dem 1774 geschaffenen Modell des Porzellanmodelleurs Friedrich Elias Meyer d. Ä. 1889 kopieren und vor 1905 in den Raum stellen.
Das Pendant zur Bibliothek bildet das ebenfalls außerhalb der Enfilade gelegene kreisrunde „Rothenburgzimmer“. Es erhielt seine heute noch gültige Bezeichnung nach einem engen Vertrauten des Königs, dem Grafen Friedrich Rudolf von Rothenburg, der den Raum regelmäßig bis zu seinem Tod 1751 bewohnte. Die zartgrün gestrichene Holzvertäfelung bemalte Hoeder mit chinesischen Motiven, die der Gestaltung im ersten Gästezimmer ähneln. Die Bilder eines unbekannten Künstlers in der Bettnische zeigen Grotesken, die auf Ornamentstiche nach Antoine Watteau zurückgehen. Alle Zimmer wurden mit Kaminen ausgestattet und sind heute, bis auf das „Rothenburgzimmer“, mit Möbeln und Kunstgegenständen aus dem 18. Jahrhundert museal eingerichtet.

#### Seitenflügel

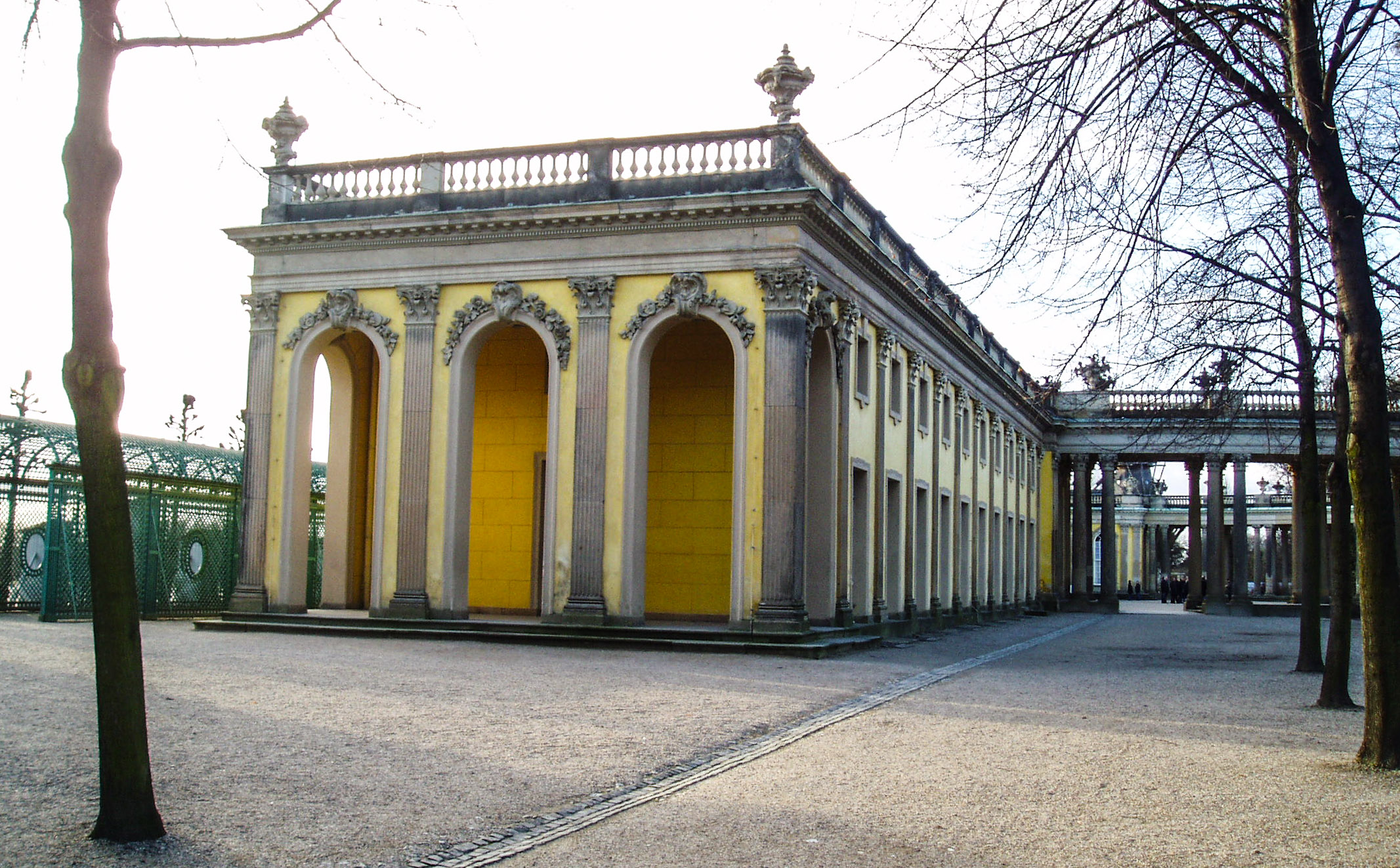
Der unter Friedrich Wilhelm IV. verlängerte Seitenflügel auf der Ostseite

In friderizianischer Zeit waren im eingeschossigen Seitenflügel auf der Ostseite die Zimmer für Bedienstete und auf der Westseite die Schlossküche sowie Stallboxen für die Pferde. Durch den Neubau unter Friedrich Wilhelm IV. kam die Küche in den östlichen Flügel und die Zimmer für Bedienstete in das aufgestockte Obergeschoss. Der Westflügel nahm die Wohnräume für Hofdamen auf.
Im neu unterkellerten Küchenflügel wurden das Weinlager, ein Raum zur Eisbereitung, größere Vorratsräume, die Lampenkammer, Arbeitsräume für Kellerknechte und die Konditorei untergebracht. Die Arbeitsräume zur direkten Versorgung der Schlossbewohner lagen im Erdgeschoss. Neben der 115 m² großen Küche, die die gesamte Breite des Seitenflügels einnimmt, gab es eine Kaffeeküche für die Zubereitung des Frühstücks und kalter Speisen, eine Kaffetier-Stube, eine Backkammer, die Schreibstube des Küchenmeisters (Kaffetier), eine kleine Speisekammer und zwei Räume zur Reinigung des Tafelsilbers. Im aufgestockten Obergeschoss wohnten der Küchenmeister, der Haushofmeister und weitere Bedienstete. Da die Küche nur von 1842 bis 1873 benutzt wurde und danach keine baulichen Veränderungen stattfanden, ist das feststehende Inventar noch bis heute vorhanden. Dazu gehört eine gusseiserne „Kochmaschine“ mit Messingbeschlägen und einer umlaufenden Messingstange. Der zu seiner Zeit hochmoderne Herd ist neben Kochplatten in verschiedenen Größen mit Fächern zum Braten und Backen, einer Wasserblase und einem Wärmeschrank ausgerüstet.
Der Westflügel, auch Damenflügel genannt, diente der Unterbringung von Hofdamen und Gästen. Neben kleineren Kaffeeküchen und einer Stube für die Ordonnanzen sind im Erdgeschoss drei Wohnungen für Hofdamen und im Obergeschoss zwei Kavalierswohnungen und eine Damenwohnung eingerichtet worden. Jedes Appartement hat zwei Zimmer. Die Raumfolge entspricht in etwa dem „Appartement double“. Neben der Bettnische führt eine Tür über einen kurzen Gang in das angrenzende Dienerzimmer oder ins Treppenhaus und eine weitere Tür in einen kleinen Toilettenraum. Die bevorzugten Räume im Parterre, mit ihrem direkten Zugang zum Garten, ließ Friedrich Wilhelm IV. mit holzvertäfelten Wänden aufwändiger gestalten als die in der Regel tapezierten Räume im Obergeschoss. Die Kamine stammen fast alle aus friderizianischer Zeit und waren vermutlich in der um 1800 umgestalteten Westwohnung Friedrichs II. im Potsdamer Stadtschloss eingebaut gewesen. Die Zimmer wurden mit Rokokomöbeln aus friderizianischer Zeit und neu angefertigten Stücken im Stil des „zweiten Rokoko“ eingerichtet. In späteren Jahren kamen aber auch zeitgenössische Möbel hinzu.
Das „zweite Rokoko“ war ab Mitte der 1820er Jahre und besonders in den 1840er Jahren eine Stilrichtung der vielschichtigen Kunst des 19. Jahrhunderts. Für Friedrich Wilhelm IV. in Verbindung mit Sanssouci jedoch nicht nur eine Modeerscheinung, sondern auch eine Rückbesinnung auf die künstlerischen Werte Friedrichs II. und in dieser Konsequenz nur in Sanssouci zu finden. Bei den zahlreichen anderen Bauten, die während seiner Regierungszeit in Potsdam entstanden, bevorzugte er Stilformen der Antike, der Renaissance und des Klassizismus.